# Jean Lamour
Pour les articles homonymes, voir Lamour.
Jean Lamour (né le 26 mars 1698 à Nancy et décédé le 20 juin 1771 dans cette même ville) est un serrurier et ferronier lorrain au service du roi de Pologne et duc de Lorraine, Stanislas Leszczynski.

## Biographie
Jean-Baptiste Lamour, plus souvent connu sous le nom de Jean Lamour, est originaire d'une famille de Charleville, où son grand-père était taillandier. Il nait le 25 mars 1698 à Nancy, et est le fils du serrurier Jean Lamour et de Jeanne-Barbe Barbillon,.
Son apprentissage débute à Metz dès 1712, et se prolonge par deux voyages à Paris où celui-ci se perfectionne notamment dans l'art du dessin. Il accède à la maitrise entre 1715 et 1719,.
Jean Lamour se marie le 1er avril 1719 avec Dieudonnée-Madeleine Michel, de sept ans son aînée. De cette union naissent trois enfants, Anne, Nicolas et Sigisbert.
De retour à Nancy en 1719, le serrurier s'installe près de l'église Saint-Sébastien. En 1726, Jean Lamour hérite de la charge de serrurier de la ville auparavant octoyée à son père. Celle-ci lui permet de recevoir 10 francs barrois de gages par an. Il est alors déjà chargé de l'entretien des lanternes de la ville depuis 1723 et de l'entretien des sonneries des paroisses depuis 1724,. Cette fonction honorifique lui permet de recevoir de nombreuses commandes d'abord pour le duc François III puis pour son successeur Stanislas Leszczynski. Pour l'ensemble de ses réalisations, la ville de Nancy lui octroie en 1762 une rente de 26 000 livres,.
En 1744, il installe ses forges dans l'une des anciennes églises primatiales données à la ville. Un tableau de Bénard représente d'ailleurs de roi Stanislas rendant visite au serrurier dans cet atelier. Ladite composition fut reprise par Dominique Collin pour le frontispice du Recueil des ouvrages en serrurerie.
Le second mariage de Jean Lamour, avec Françoise Petit, est célébré en 1764.
Ce serrurier est notamment renommé pour avoir realisé les grilles de la place Stanislas de Nancy (anciennement la place royale), construite en l'honneur de Louis XV par son beau-père le duc de Lorraine. Ses ouvrages pour la place royale ont été publiés en 1767 dans un recueil de vingt-huit planches gravées par Dominique Collin.
A la fin de sa vie, le serrurier construisit sa propre maison, au 32 rue Notre-Dame, encore aujourd'hui décorée de ses balcons. Jean Lamour décède le 20 juin 1771 et est enterré le lendemain dans l'Église des Minimes, à Nancy.

## Principaux ouvrages de serrurerie

### Avant 1737 et l'obtention du duché de Lorraine par Stanislas Leszczynski
En 1728, Jean Lamour reçoit la commande d'un grillage aux armes de la ville pour la basilique Saint-Epvre. Pour cette réalisation, il reçoit 1 150 livres de paiement. Aucune trace de cette œuvre ne subsiste aujourd'hui,.
Dès l'année suivante, le serrurier forge des balcons en fer forgé pour l'aile nord du palais de Nancy, alors en cours de rénovation. Ces grilles ont ensuite été vendues et ont orné le palais de Justice de Metz.
En 1730, Jean Lamour fut à nouveau sollicité pour des préparatifs concernant les feux de joie qui devaient être tirés pour célébrer l'entrée du duc François III dans la ville. La même année, il réalise une balustrade en fer forgée pour la partie sud du palais de Nancy.

### A partir de 1737: les commandes sous le duc Stanislas

#### Commandes diverses
Entre 1737 et 1741, Stanislas commande la rénovation de la chapelle des Bourguignons dans la basilique Notre-Dame de Bon Secours. Pour ce chantier, Jean Lamour réalise une grille placée au-dessus des pilastres et faisant le tour de la chapelle, ainsi que des grilles pour l'orgue, les tribunes, et pour séparer la nef et le chœur de l'édifice. Sur ces grilles sont visibles les chiffres de Stanislas (S.R.) et de Louis XV (deux L entrelacés). Ces grilles furent vendues à des brocanteurs pendant la Révolution française,.
En 1747, Stanislas Leszczynski sollicite à nouveau Jean Lamour pour les travaux qu'il mène alors à l'hospice Saint-Julien dans le but de construire un pavillon pour les orphelins. Le duc emploie aussi le serrurier lorsqu'il décide de rénover l'édifice dédié aux frères de Saint-Jean-de-Dieu. Jean Lamour exécute alors un dessus-de-porte.
Toujours pour le duc, Jean Lamour réalise la rampe d'escalier du chateau de Chanteheux. Le serrurier reçoit aussi la commandes des grilles du balcon du château d'eau de Commercy, lesquelles étaient ornées des armes du roi de Pologne, surmontées de la couronne royale et encadrées par des aigles et par le chiffre de Stanislas Leszczynski.
A la demande de Stanislas Leszczynski, Jean Lamour est employé pour des ouvrages de serrurerie dans le palais du gouvernement entre 1751 et 1753.
Entre 1751 et 1755, le serrurier forge des grilles pour deux chapelles de la cathédrale Notre-Dame-de-l'Annonciation de Nancy.
Au milieu de l'étang Saint-Jean, Jean Lamour est chargé de réaliser la croix de Bourgogne qui surmonte le monument du même nom. Celui-ci fut réparé en 1760 et c'est à cette occasion que l'architecte François Poirot fait appel au serrurier.
D'autres œuvres de Jean Lamour sont disséminées dans le reste de la ville, entre autres rue de la Primatiale, place du Marché, rue Montesquieu ou rue des Carmes.

#### La place de la Carrière
Dans les années 1750, dans le cadre des travaux menés par Emmanuel Héré sur la place de la Carrière, Jean Lamour réalise une rampe d'escalier pour l'hôtel particulier de l'architecte,. En 1752 commence la construction de la bourse de Commerce, pour laquelle Lamour exécute la grille du balcon,. Pour toutes ces grilles, la ville de Nancy lui verse 27 987 livres 6 sols 9 deniers.
A l'intérieur du palais du gouvernement, situé sur la place, Jean Lamour exécute une rampe d'escalier.
En 1759, les grilles de Jean Lamour qui fermaient jusqu'alors la rue des écuries, furent déplacées sur la place de la Carrière,.

#### La Place Royale (actuelle Place Stanislas)
C'est de 1752 à 1755 que Jean Lamour exécute, dans son atelier de la primatiale, les six grilles destinées à la Place Royale. Ces grilles sont ses ouvrages les plus connus pour ce lieu, mais il forge aussi des balcons et rampes d'escalier pour les hôtels de la place. Parmi les six grilles, deux d'entre elles devaient encadrer les fontaines réalisées par Barthélemy Guibal, tandis que deux autres ouvrent vers la rue Stanislas et vers la rue Sainte-Catherine. Les deux dernières grilles relient l'hôtel de ville et le pavillon Alliot d'une part, et l'hôtel de ville et le pavillon Jacquet d'autre part. Pour l'ensemble de ces grilles, le serrurier a reçu 149 324 livres 12 sols et 11 deniers,,.
Ces ouvrages furent rendus célèbres par la diffusion de l'Album de l'architecte de la place, Emmanuel Héré, ainsi que par le Recueil de Jean Lamour lui-même. Cependant, la publication de l'architecte ne reproduit pas exactement les grilles qui furent exécutées, la composition ayant été modifiée entre-temps. Ainsi, pour les grilles encadrant les fontaines, les portails centraux sont entourées de deux pilastres dans l'album alors que seulement un pilastre fut forgé en réalité.

##### Les grilles autour des fontaines
Ces pilastres sont d'ailleurs d'un ordre d'architecte unique, le plus souvent qualifié d'ordre français. En effet, l'astragale était ornée d'une fleur de lis (remplacée en 1864 par une étoile), tandis que le tailloir est orné d'un coq et que l'entablement accueillait l'écu de France à trois fleurs de lis, entouré des couronnes de l'ordre de Saint-Michel et de l'ordre du Saint-Esprit, le tout surmonté d'une couronne à fleur de lis. Cet écu ainsi que la couronne furent détruits le 12 novembre 1792 par les révolutionnaires, et rétablis en 1864 lors d'une restauration (la seule différence fut que l'on choisit de remplacer l'écu de France par celui de la ville de Nancy).
Au centre des portails principaux se trouve un trophée d'arme près d'une pyramide terminée par une fleur de lis. Dans le trophée se trouvent des figures qui viennent compléter le discours mythologique des fontaines. Ainsi Mars et Minerve encadrent la fontaine de Neptune tandis que Cérès et Apollon entourent celle d'Amphitrite. Les pyramides furent retirées en 1831 en raison de leur mauvais état de conservation mais furent rétablies à l'identique en 1879, après que l'une des originales ait été retrouvée dans l'arrière-boutique d'un serrurier.

##### Les quatre autres grilles de la place
Deux autres grilles de la place forgées par Jean Lamour donnent respectivement sur la rue Sainte-Catherine et la rue Stanislas. Au sommet de ces deux grilles se trouvent des vases de fleurs. Les potences portent le chiffre du roi Louis XV et s'achèvent par un coq, qui tient fermement la lanterne dans son bec. En présentant à nouveau cet emblème du coq, Jean Lamour unifie l'ensemble des grilles de la place, dans un effort général de célébration du royaume de France voulu par le duc Stanislas.
Enfin, les deux dernières grilles de l'ensemble sont situées, pour l'une, entre le pavillon Alliot et l'hôtel de ville ; et pour l'autre, entre l'hôtel de ville et le pavillon Jacquet. Elles forment elles aussi chacune un portique complet à leurs extrémités, lesquels sont terminés par une couronne et une fleur de lis. Au centre, le portique est ouvert et les pilastres sont surmontés, comme pour les deux grilles précédentes, de vases de fleur et de la potence ornée du coq.

##### Autres ouvrages pour la Place Royale
Vers 1751, Jean Lamour exécute les grilles qui entourent la statue de Louis XV placée au centre de la place royale (actuelle place Stanislas). Pour ce travail, il reçoit un paiement de 5 511 livres 1 sol 8 deniers,.
Le serrurier réalise aussi les balcons du premier étage de l'hôtel de ville, qui furent ensuite gravés dans son Recueil. Le balcon central reçoit une grille ornée au centre des armes de Stanislas entourées du cordon de Saint-Michel et encadrées de deux aigles. Le tout était ensuite surmonté de la couronne royale. En dehors de cette composition central, ce balcon principal est décoré de trophées ornées des symboles de la royauté (sceptre, main de justice, balance, palme). Les deux autres balcons du bâtiment portent également le chiffre de Stanislas. Au-delà de ces trois balcons très ouvragés, le serrurier réalise quatorze autres grilles afin d'orner les fenêtres de l'hôtel de ville. Jean Lamour est aussi à l'origine de la rampe d'escalier qui relie le vestibule au salon carré à l'intérieur de l'hôtel. Pour l'ensemble de ses réalisations en ce lieu, le serrurier toucha 60 455 livres et 4 sols,.
Au total, il réalise aussi vingt-huit autres grilles destinées à orner les différents pavillons de la place. Certaines de ces réalisations ont ensuite subis des dommages lors de la Révolution Française.
En 1909, les grilles ont déjà été soumises à trois restaurations selon Christian Pfister (en 1864, 1892 et 1906-07).
De 1754 à 1756, Jean Lamour travaille à des ouvrages de serrurerie sur l'arc de triomphe (aujourd'hui appelé Arc Héré). Cet arc de triomphe avait été érigé en remplacement d'une des portes royales de Louis XIV à la suite des rénovations menées par Stanislas sur la Place Royale et la Place de la Carrière. Comme son nom actuel l'indique, le plan et le dessin de cet arc sont l'œuvre d'Emmanuel Héré.

## Publications
Jean Lamour, Recueil des ouvrages en serrurerie que Stanislas le Bien-Faisant, roi de Pologne, duc de Lorraine et de Bar, a fait poser sur la Place royale de Nancy, à la gloire de Louis le Bien-Aimé, composé et exécuté par Jean Lamour, son serrurier ordinaire, avec un discours sur l'art de serrurerie..., Jean Lamour, gravures de Dominique Collin, Nancy, 1767, lire en ligne sur Gallica, [lire en ligne].
C'est d'ailleurs la gravure du frontispice de cet ouvrage qui servit de page de titre à la première monographie qui fut rédigée sur Jean Lamour par Charles Cournault, peintre et conservateur du musée lorrain.

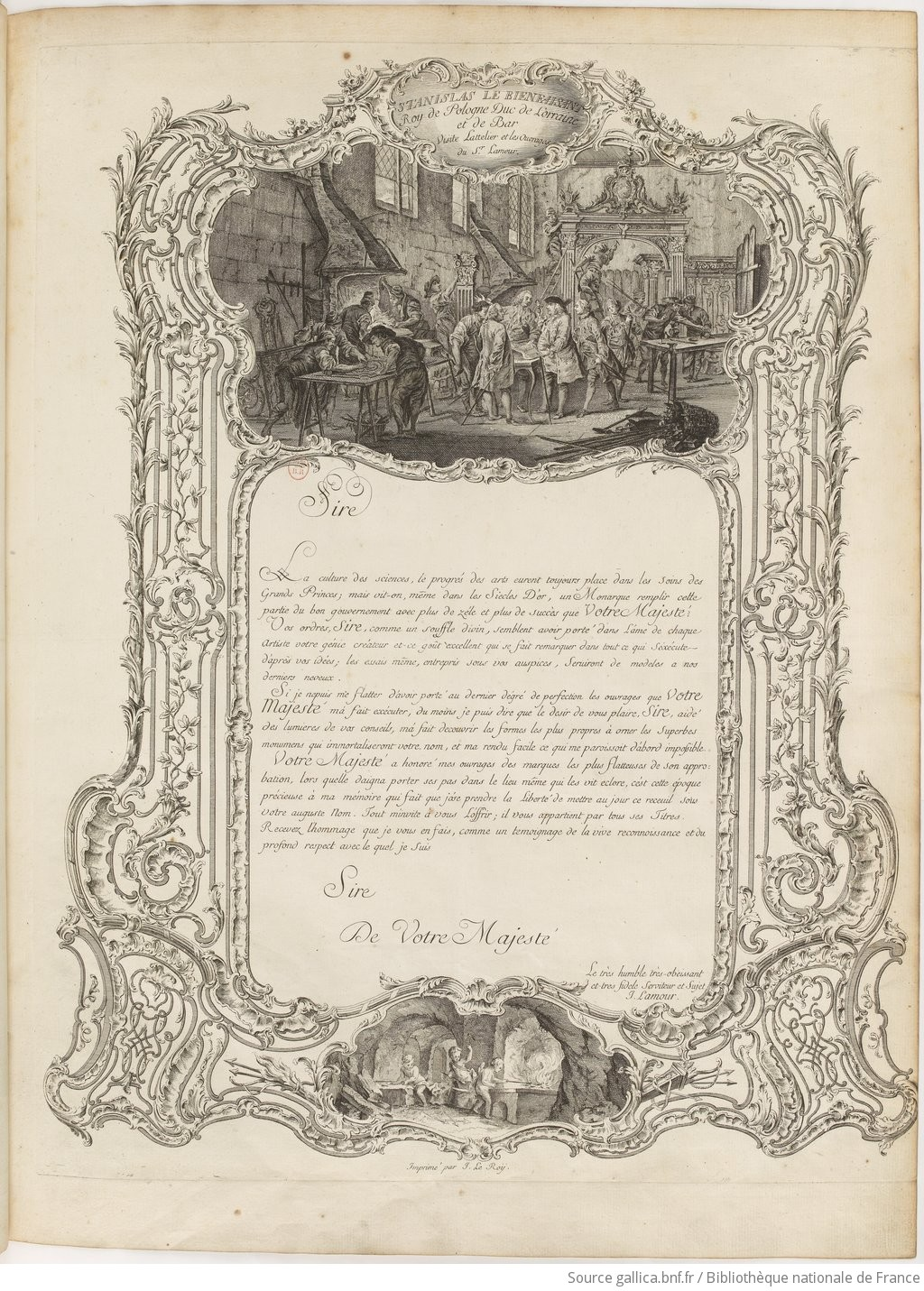
Frontispice du Recueil de Jean Lamour. En haut, Stanislas le Bien Faisant, duc de Lorraine et de Bar, visite l'atelier et les ouvrages du Sieur Lamour. En bas, l'amour appliqué au dessin.
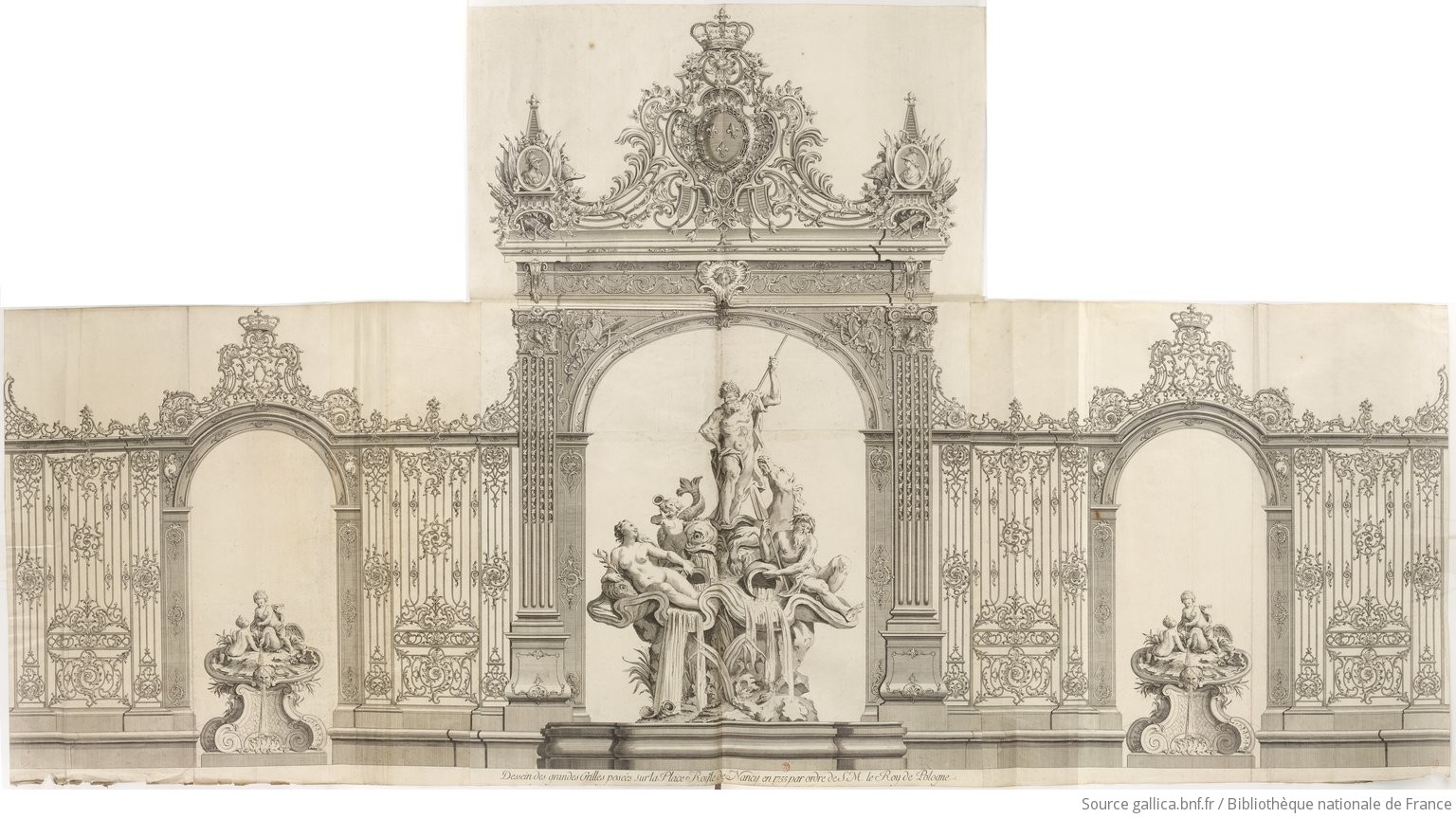
Planche 2 du Recueil, Description détaillée des deux grandes grilles de fer posées aux angles de la Place Royale (actuelle place Stanislas).
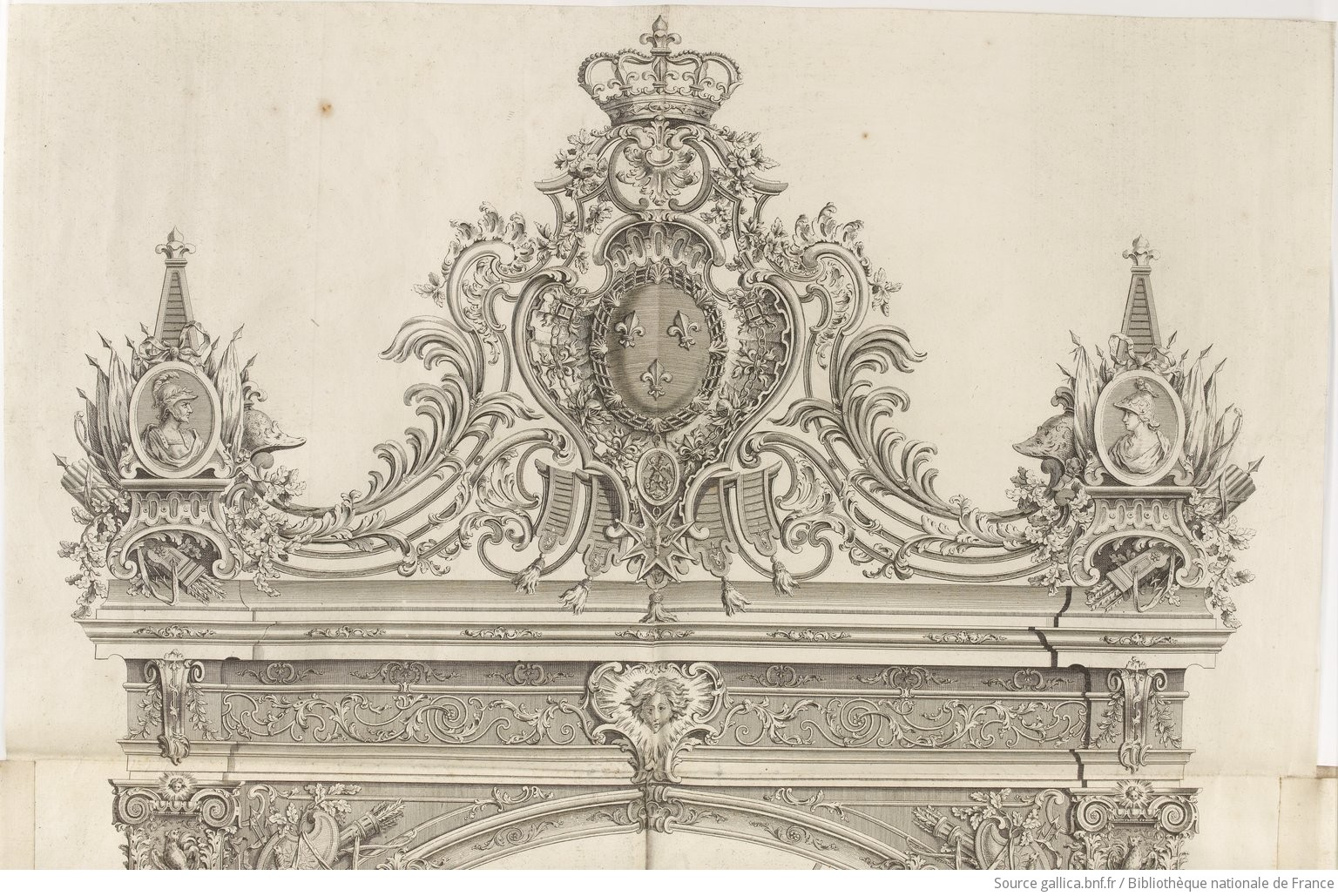
Planche 3 du Recueil, Description détaillée des deux grandes grilles de fer posées aux angles de la Place Royale (actuelle place Stanislas)
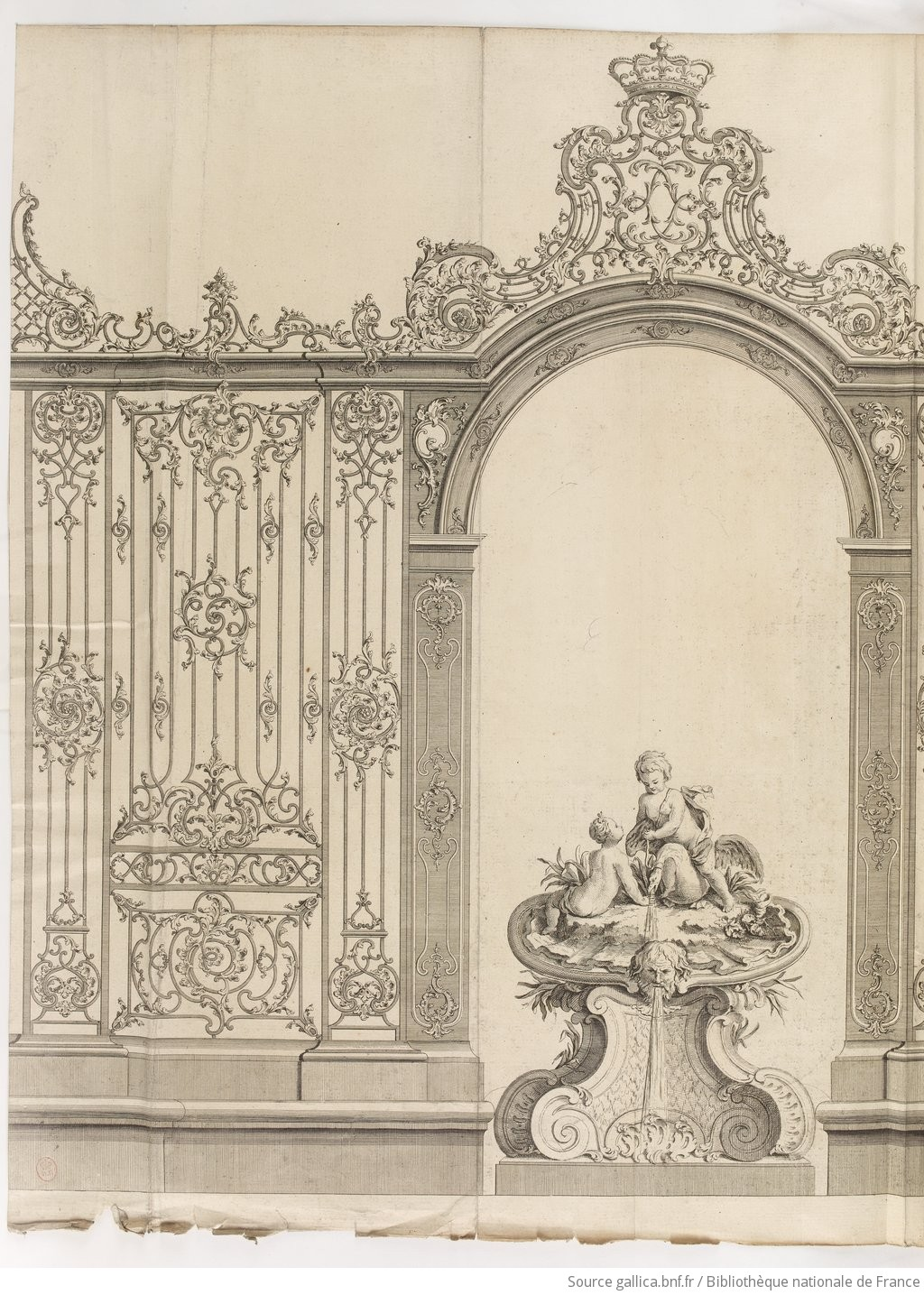
Planche 4 du Recueil, Description détaillée des deux grandes grilles de fer posées aux angles de la Place Royale (actuelle place Stanislas)
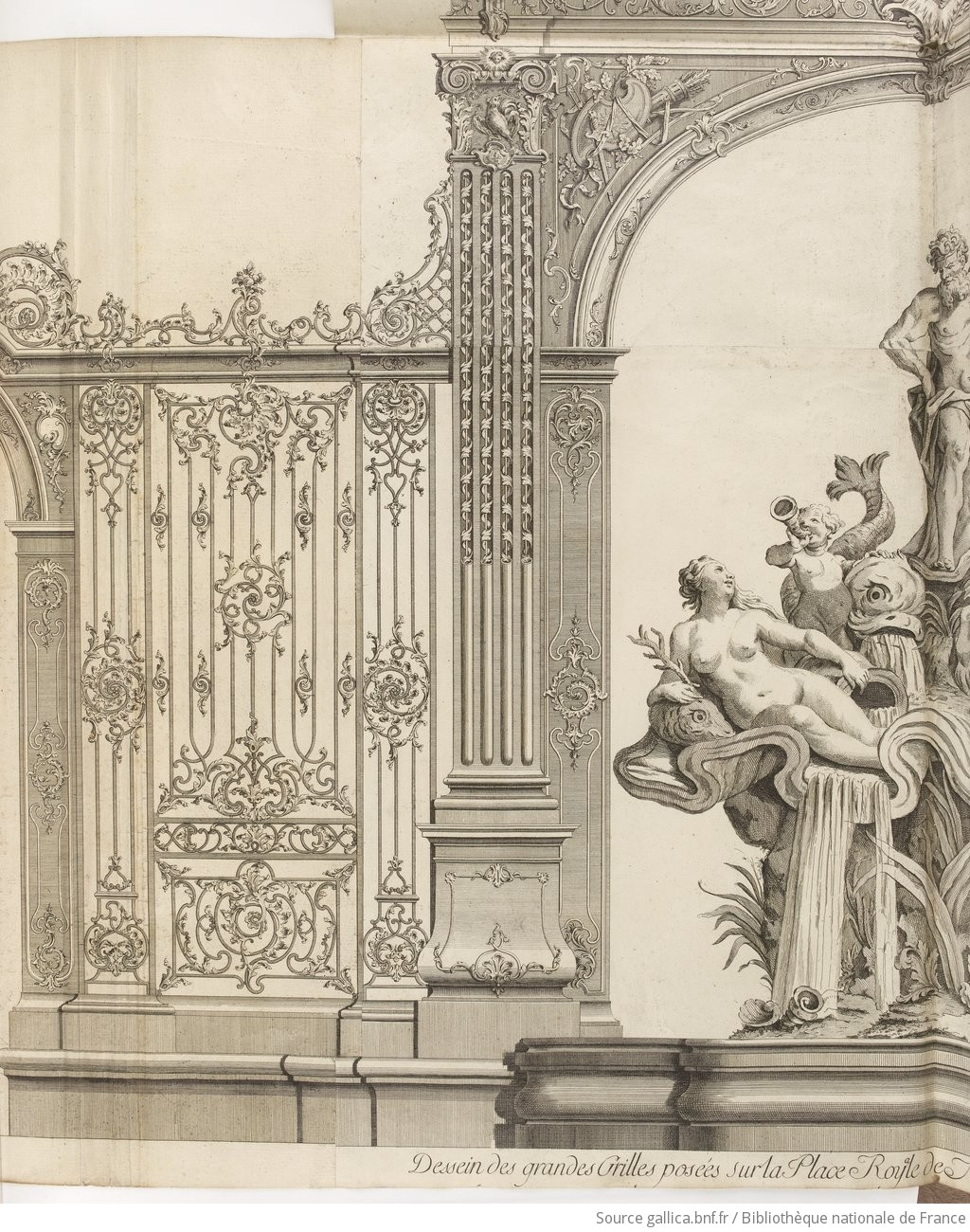
Planche 5 du Recueil, Description détaillée des deux grandes grilles de fer posées aux angles de la Place Royale (actuelle place Stanislas)
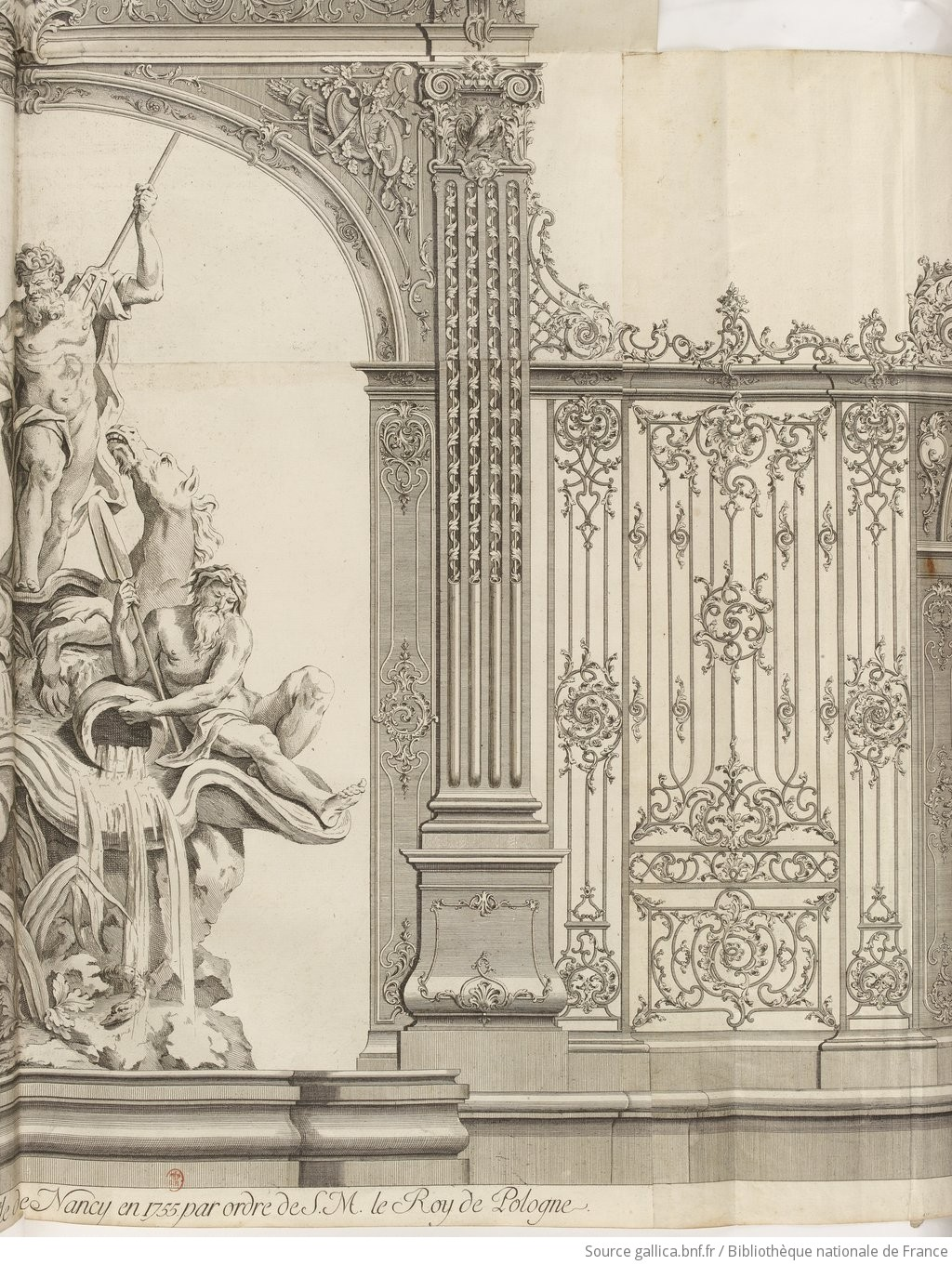
Planche 6 du Recueil, Description détaillée des deux grandes grilles de fer posées aux angles de la Place Royale (actuelle place Stanislas)
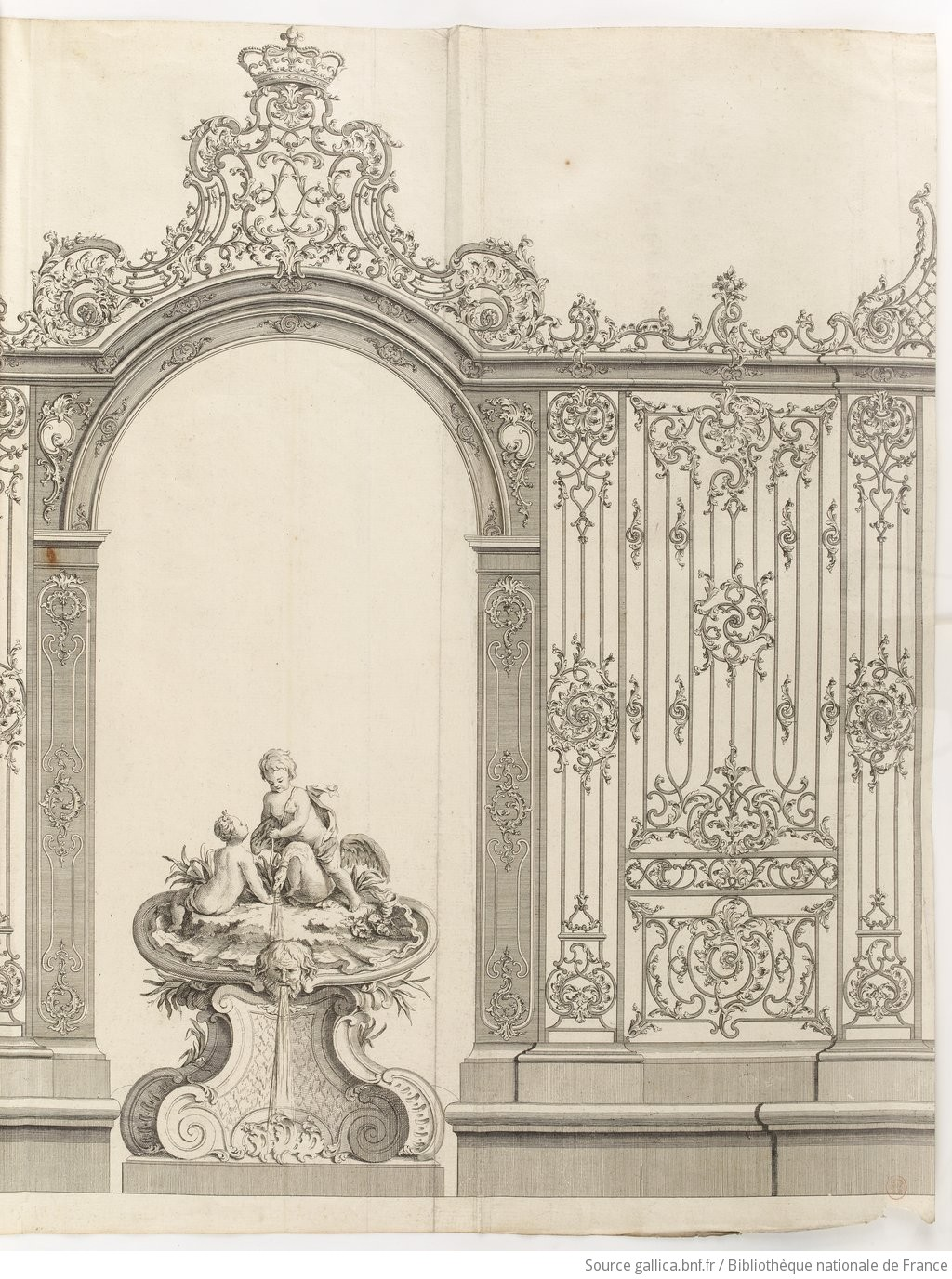
Planche 7 du Recueil, Description détaillée des deux grandes grilles de fer posées aux angles de la Place Royale (actuelle place Stanislas)
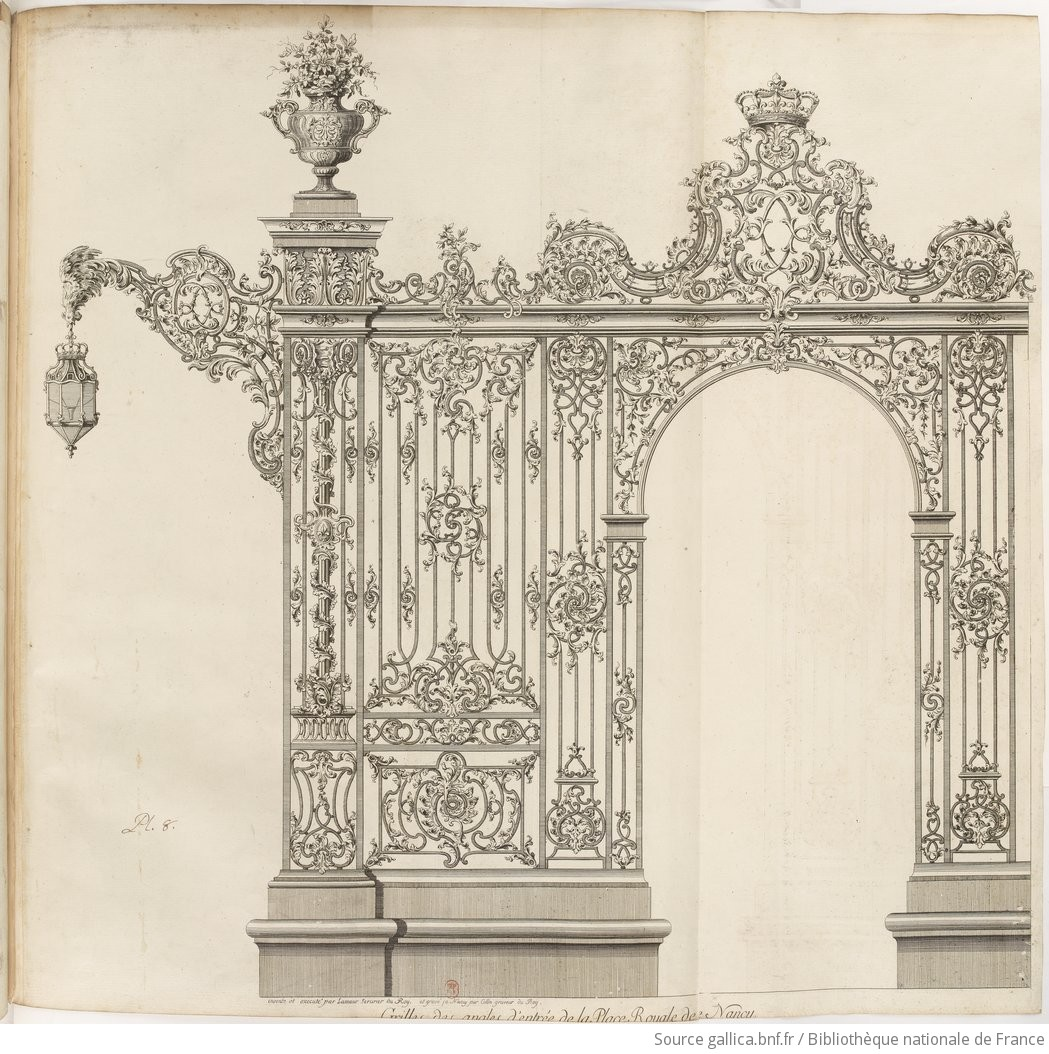
Planche 8 du Recueil, Description détaillée des deux grandes grilles de fer posées aux angles de la Place Royale (actuelle place Stanislas)
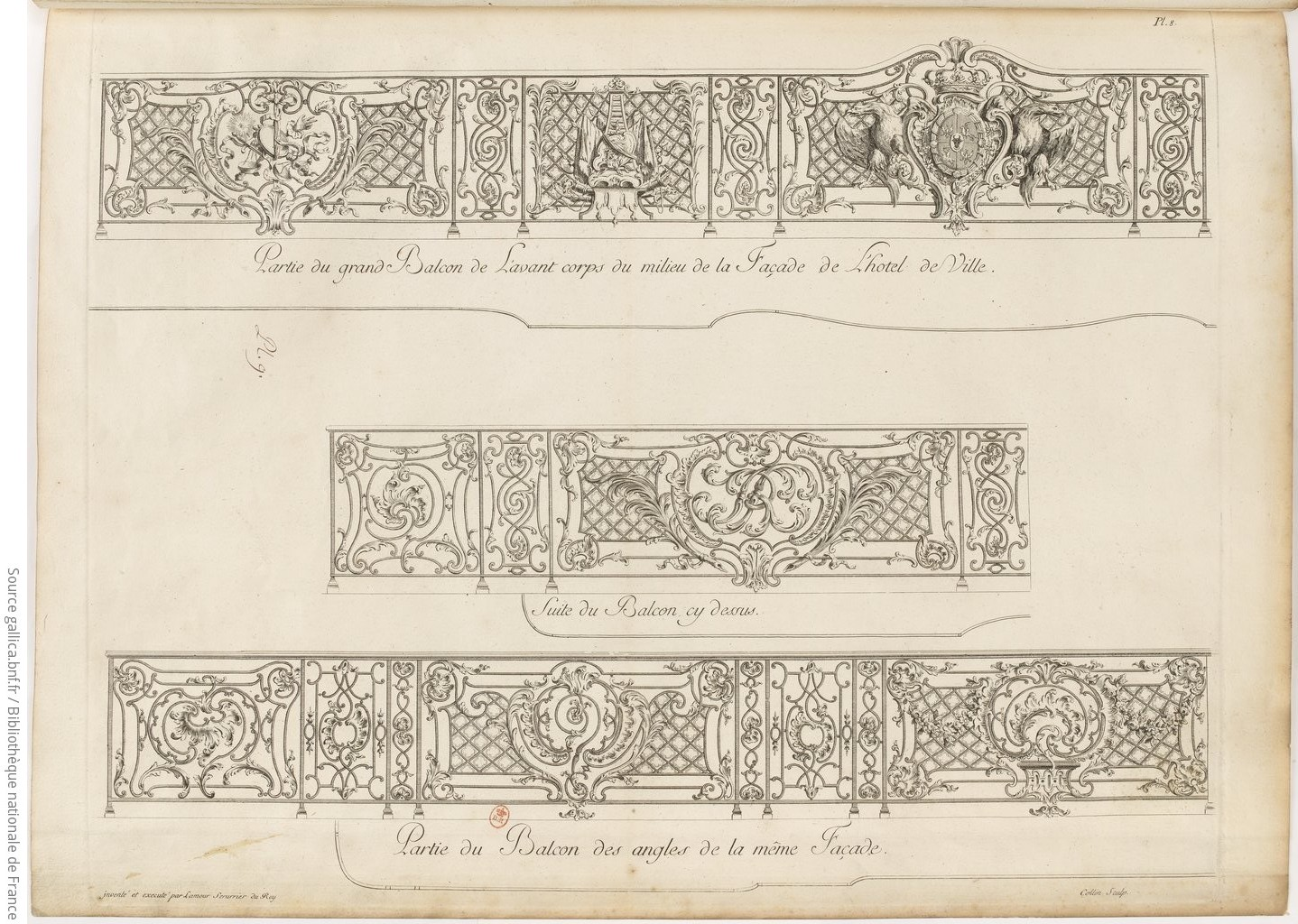
Planche 9 du Recueil, Description détaillée des grilles de balcon de la Place Royale (actuelle place Stanislas)
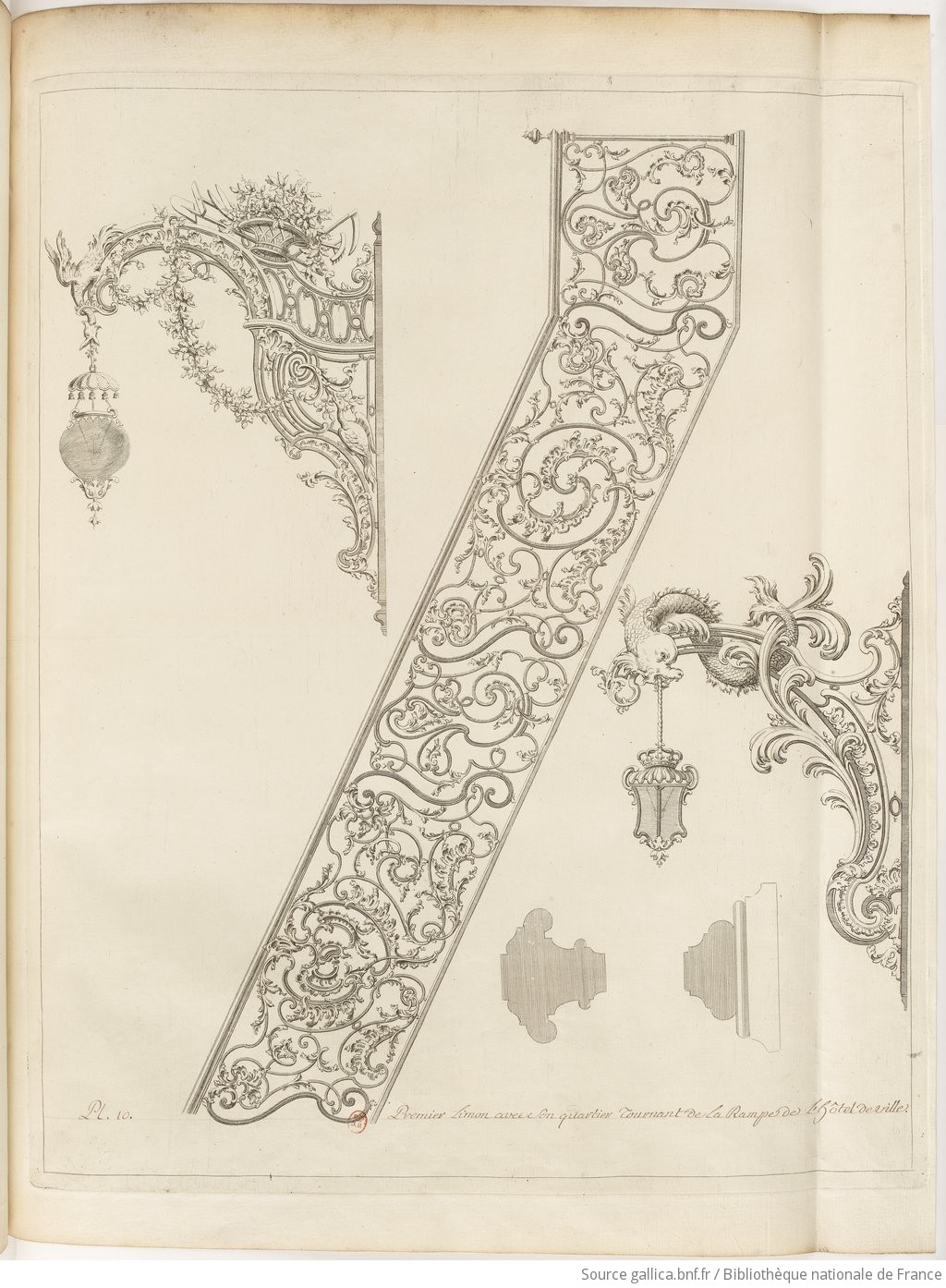
Planche 10 du Recueil, Description détaillée de la rampe de l'Hôtel de Ville de la Place Royale (actuelle place Stanislas)
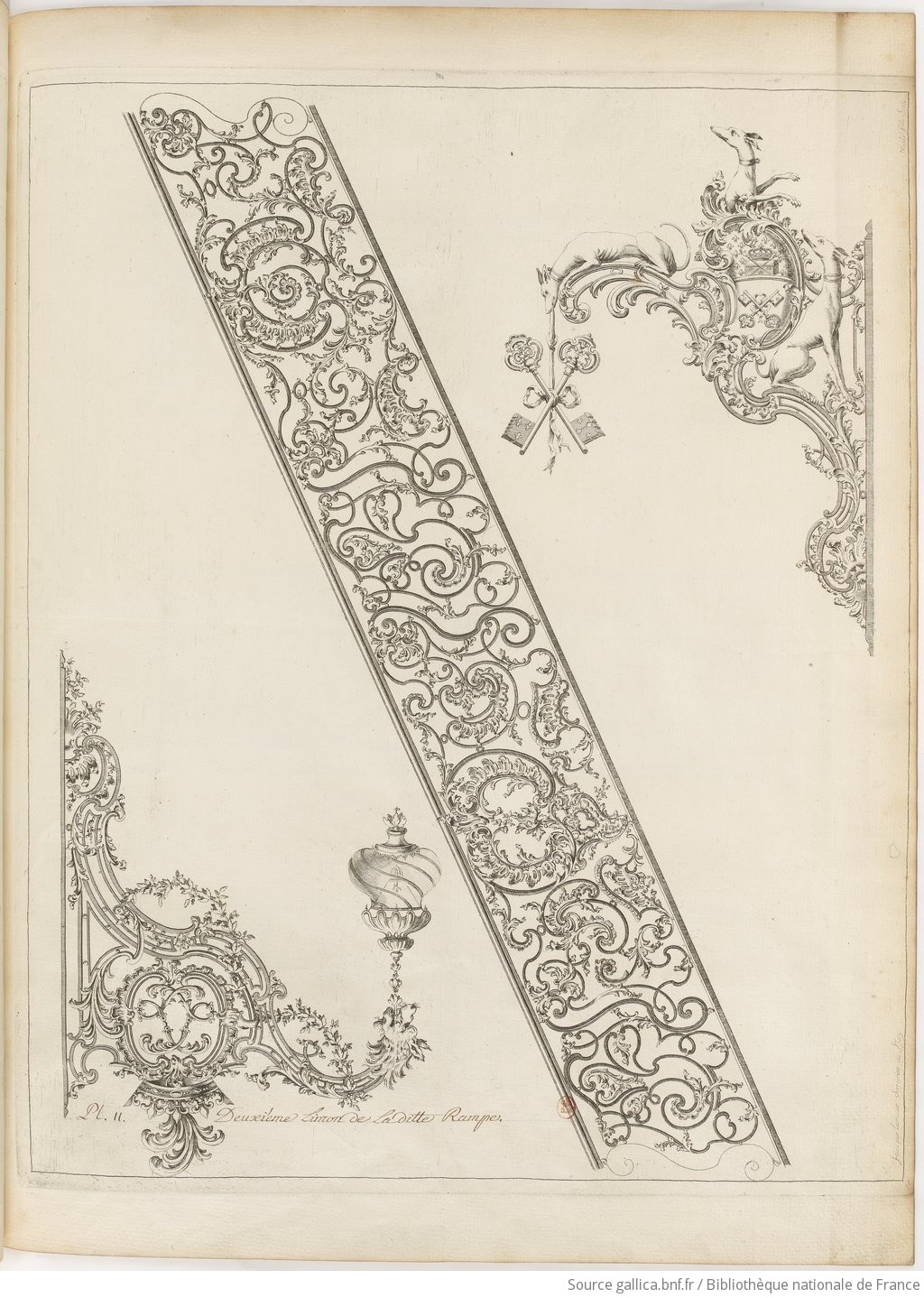
Planche 11 du Recueil, Description détaillée de la rampe de l'Hôtel de Ville de la Place Royale (actuelle place Stanislas)
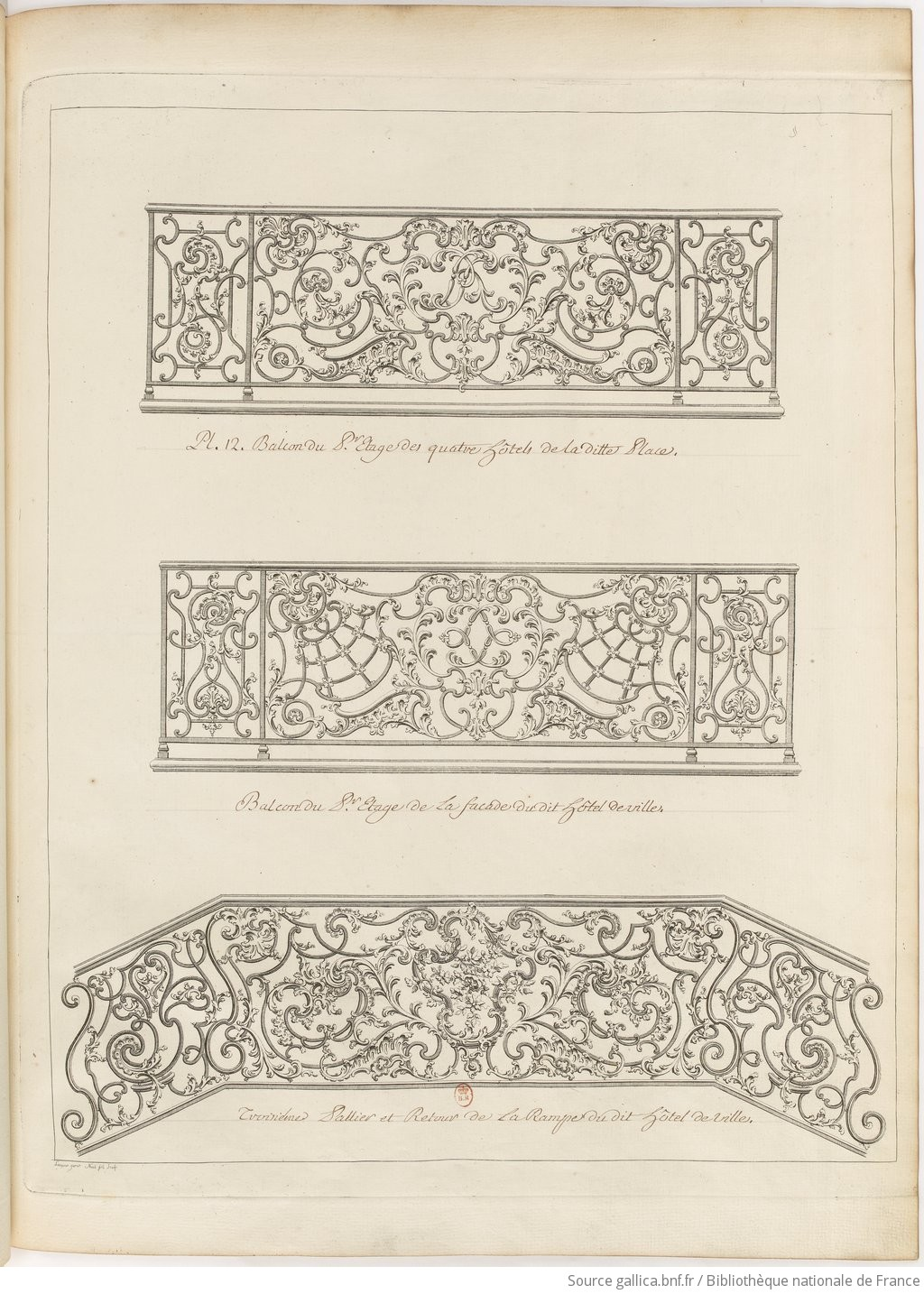
Planche 12 du Recueil, Description détaillée de la rampe de l'Hôtel de Ville de la Place Royale (actuelle place Stanislas)
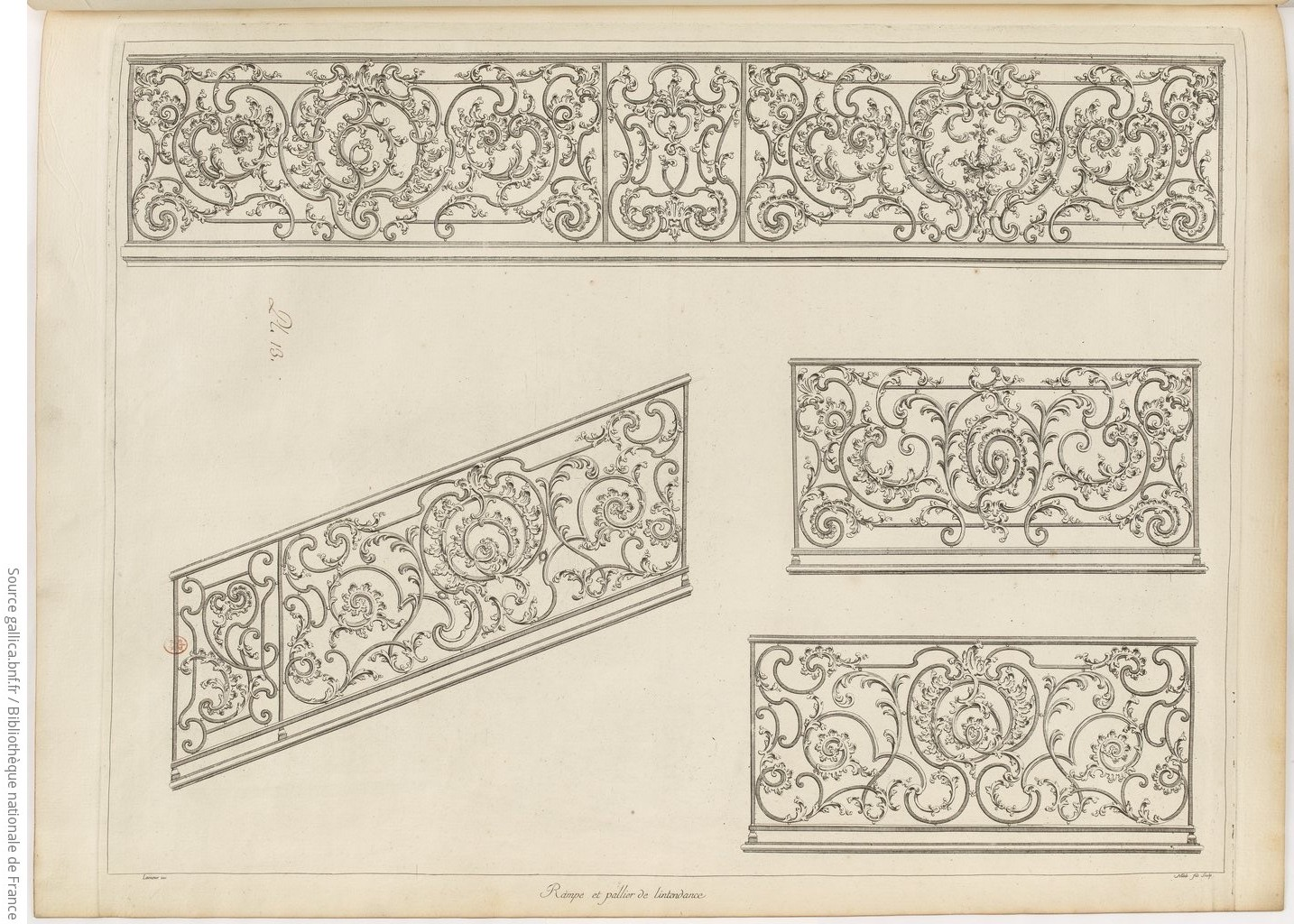
Planche 13 du Recueil, Description détaillée de la rampe et du pallier de l'intendance de la Place Royale (actuelle place Stanislas)
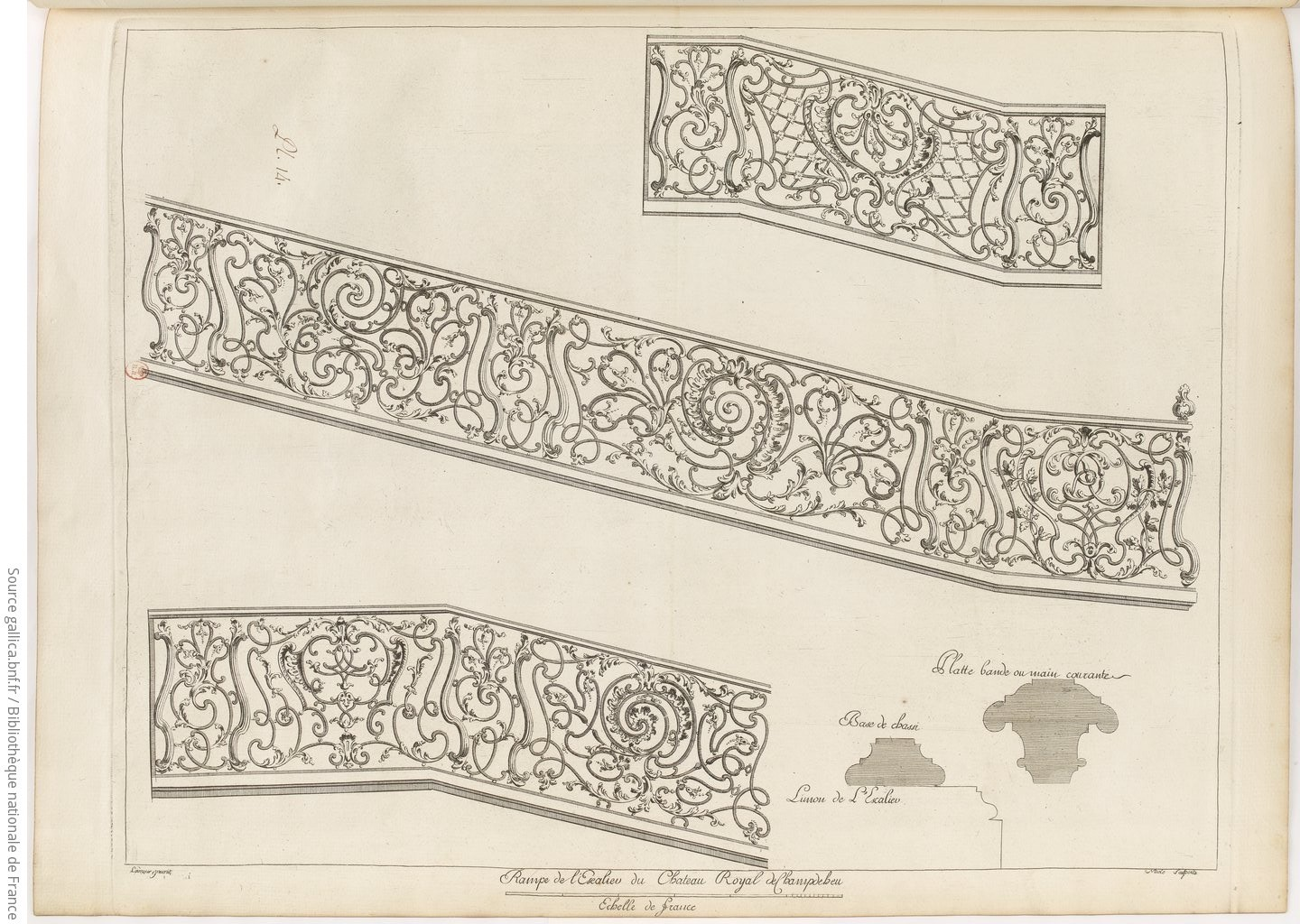
Planche 14 du Recueil, Description détaillée de la rampe de l'escalier du château royal de Champdebeu, Place Royale (actuelle place Stanislas)
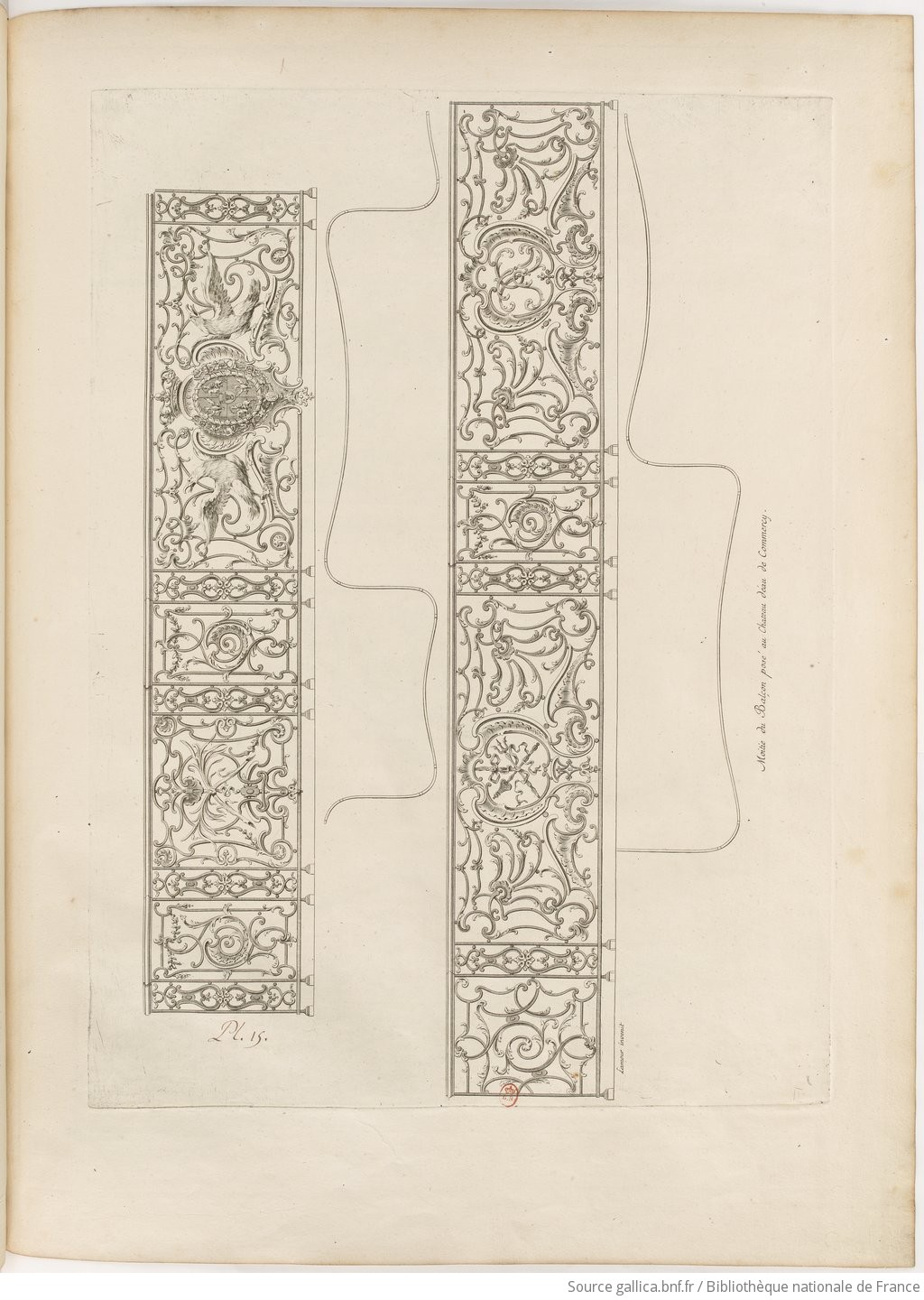
Planche 15 du Recueil des ouvrages de serrurerie de Jean Lamour, Description détaillée du grand balcon du château d'eau de Commercy
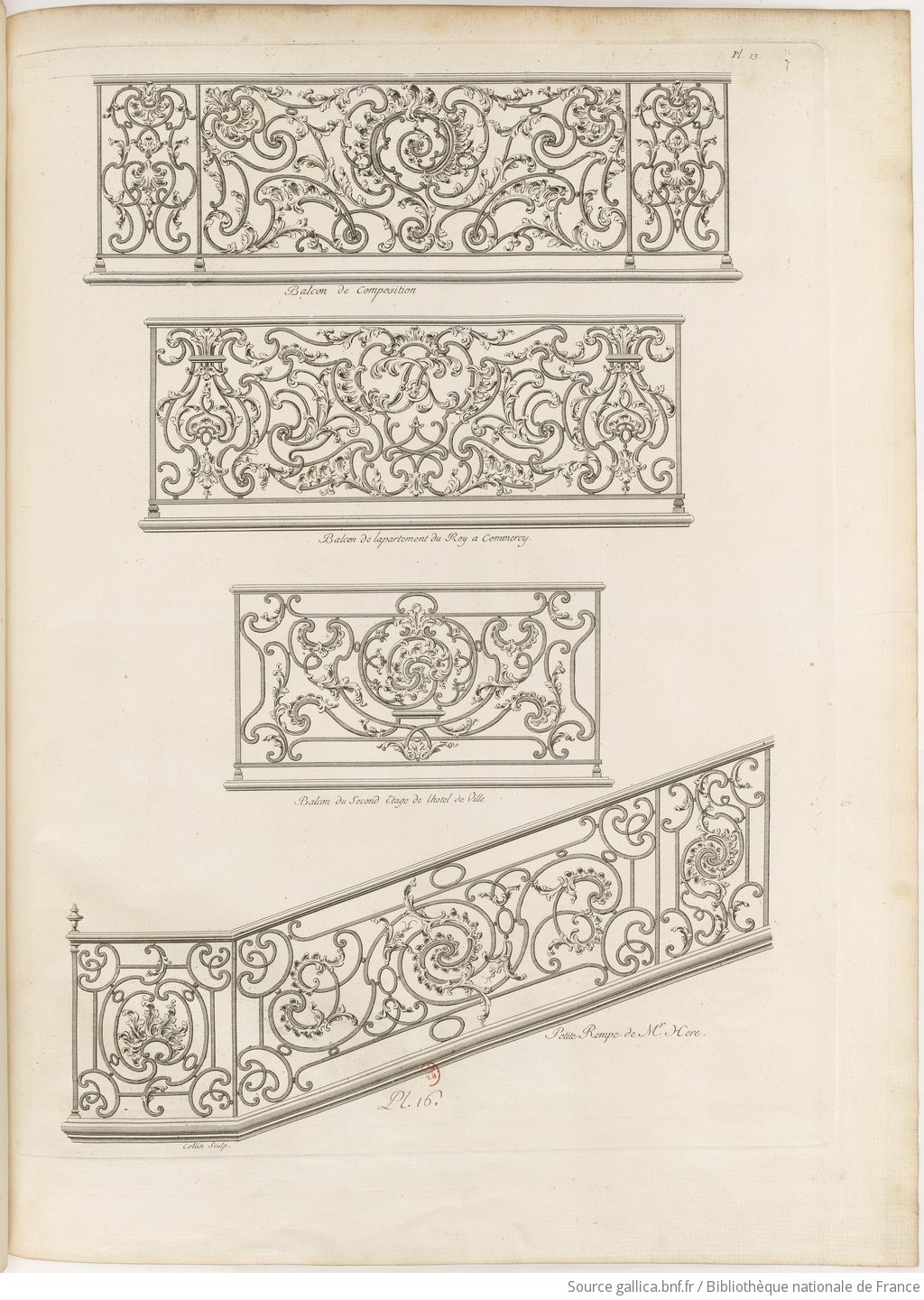
Planche 16 du Recueil, Description détaillée des grilles de balcon de l'appartement du roy à Commercy et du second étage de l'Hotel de Ville
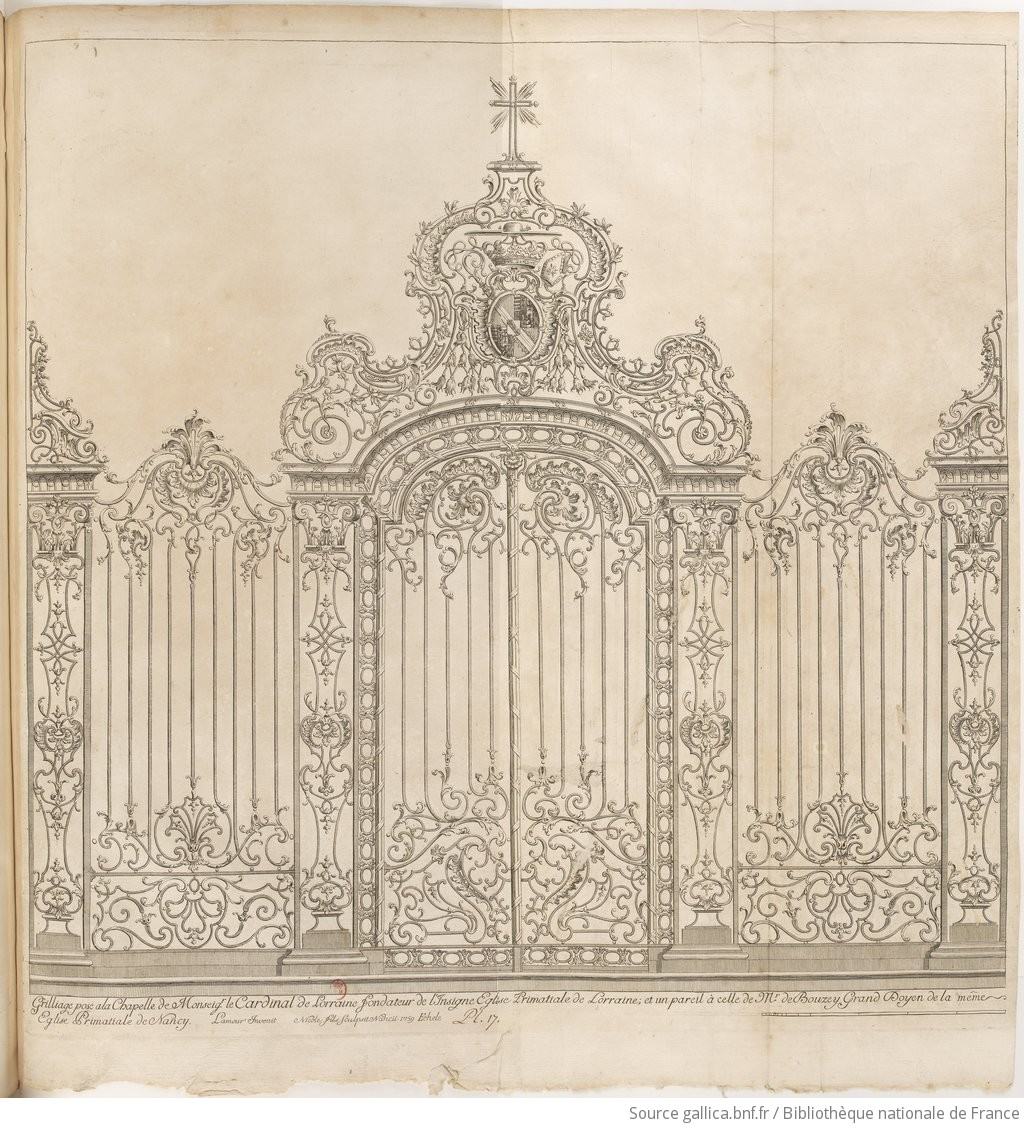
Planche 17 du Recueil, Description détaillée des grilles de la Chapelle de Monsieur le Cardinal de Lorraine
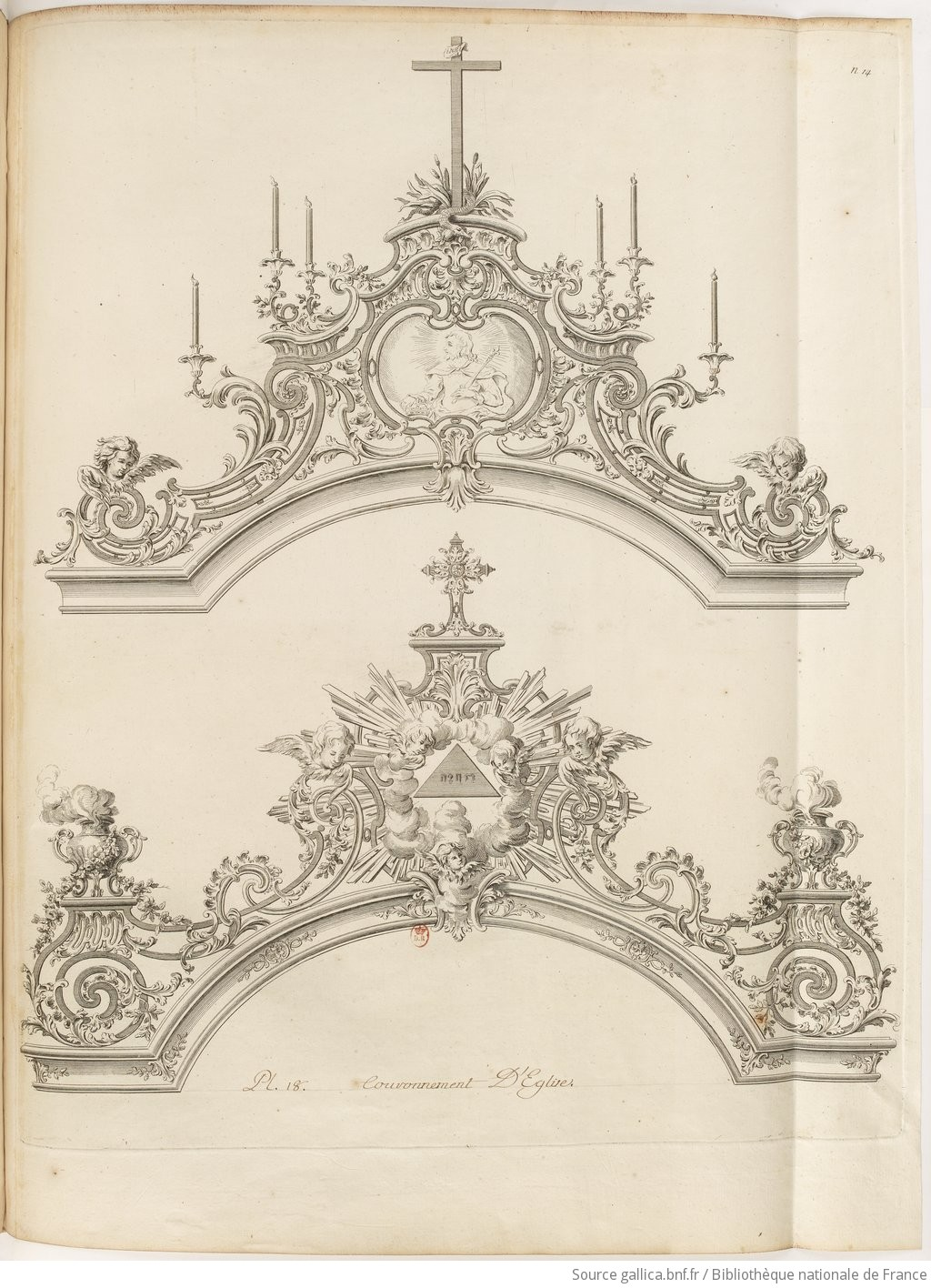
Planche 18 du Recueil, Description détaillée de deux couronnements d'églises
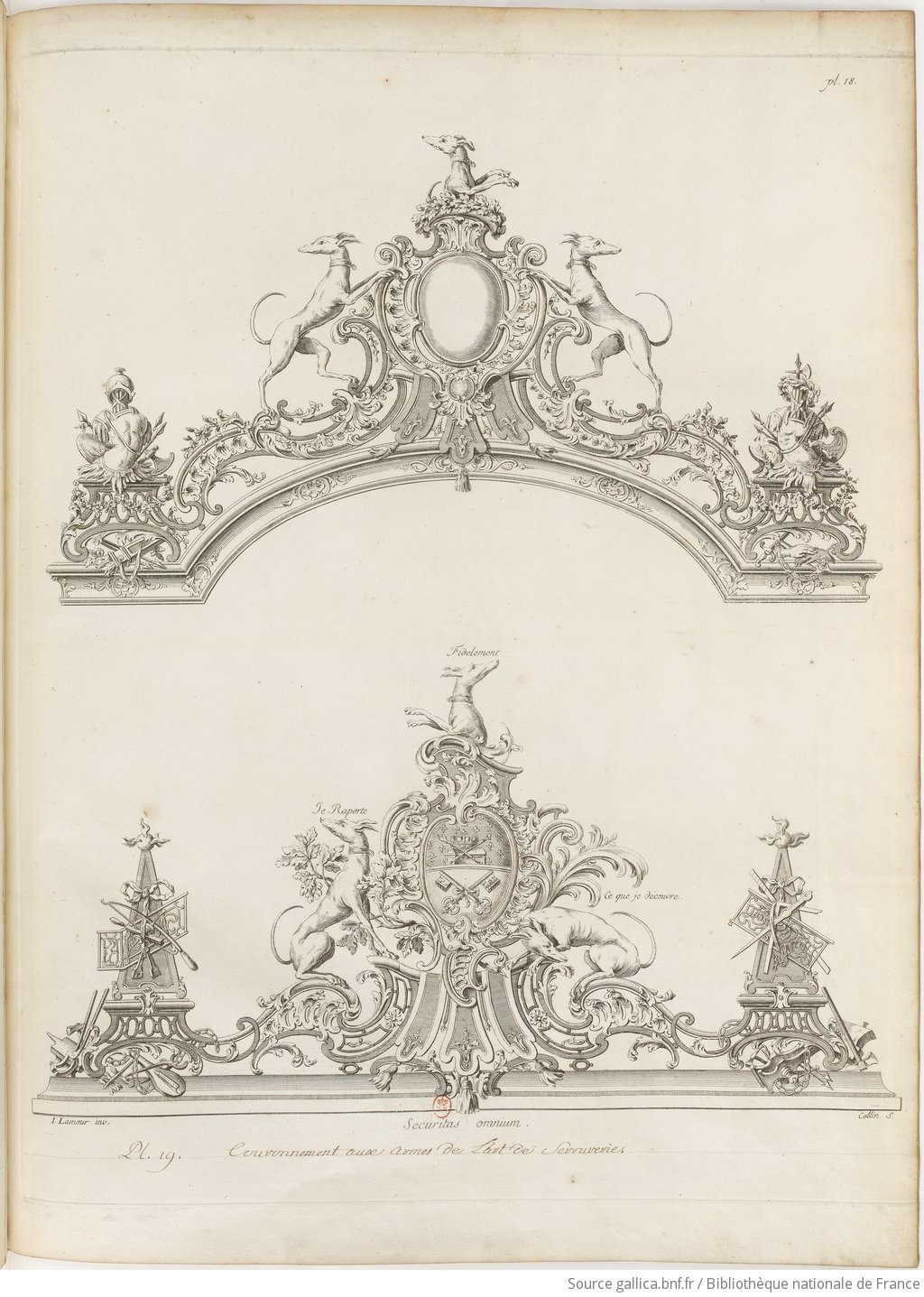
Planche 19 du Recueil, description détaillée d'un couronnement de portail aux armes de l'art des serrureries
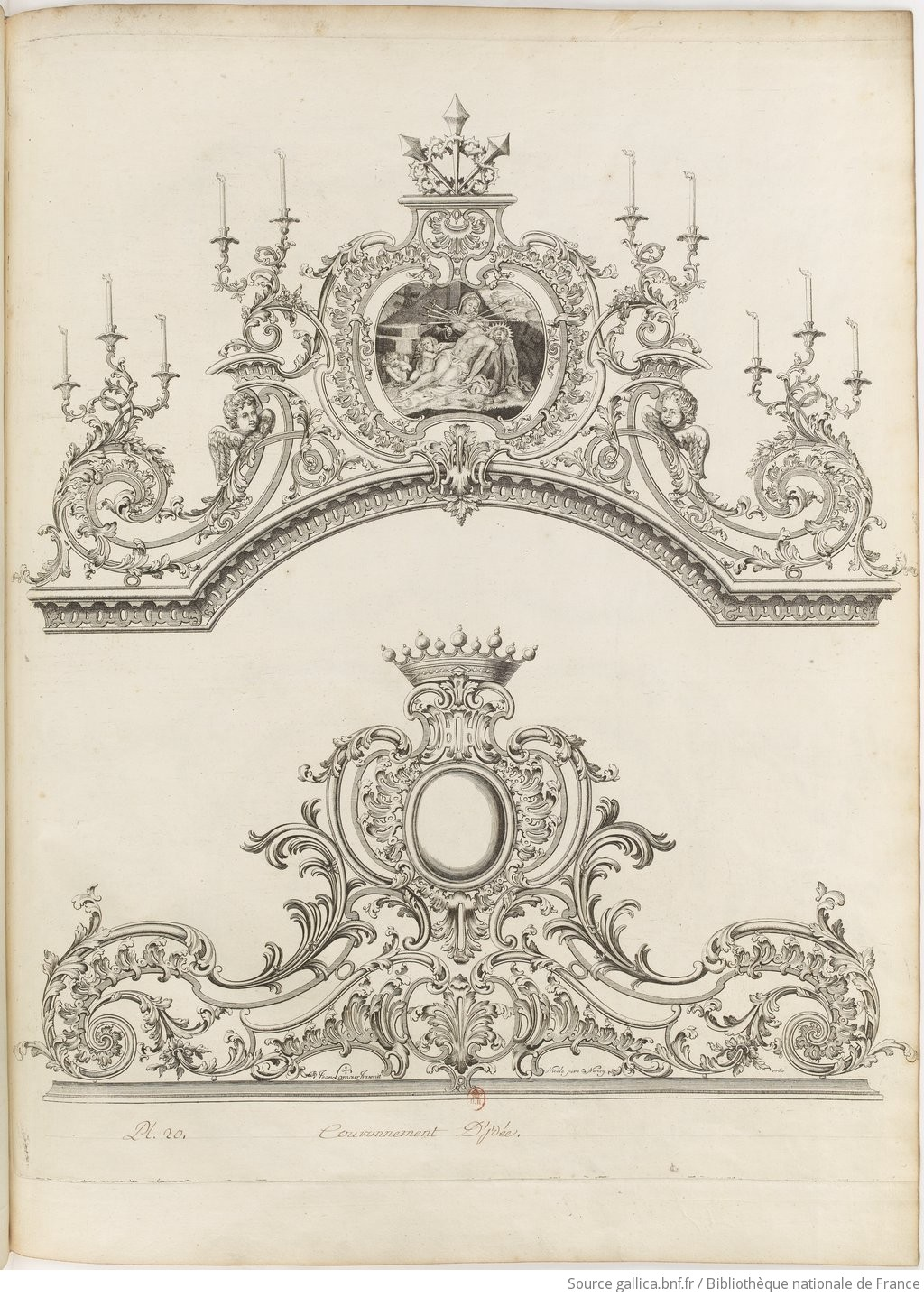
Planche 20 du Recueil, description détaillée d'un couronnement de portail
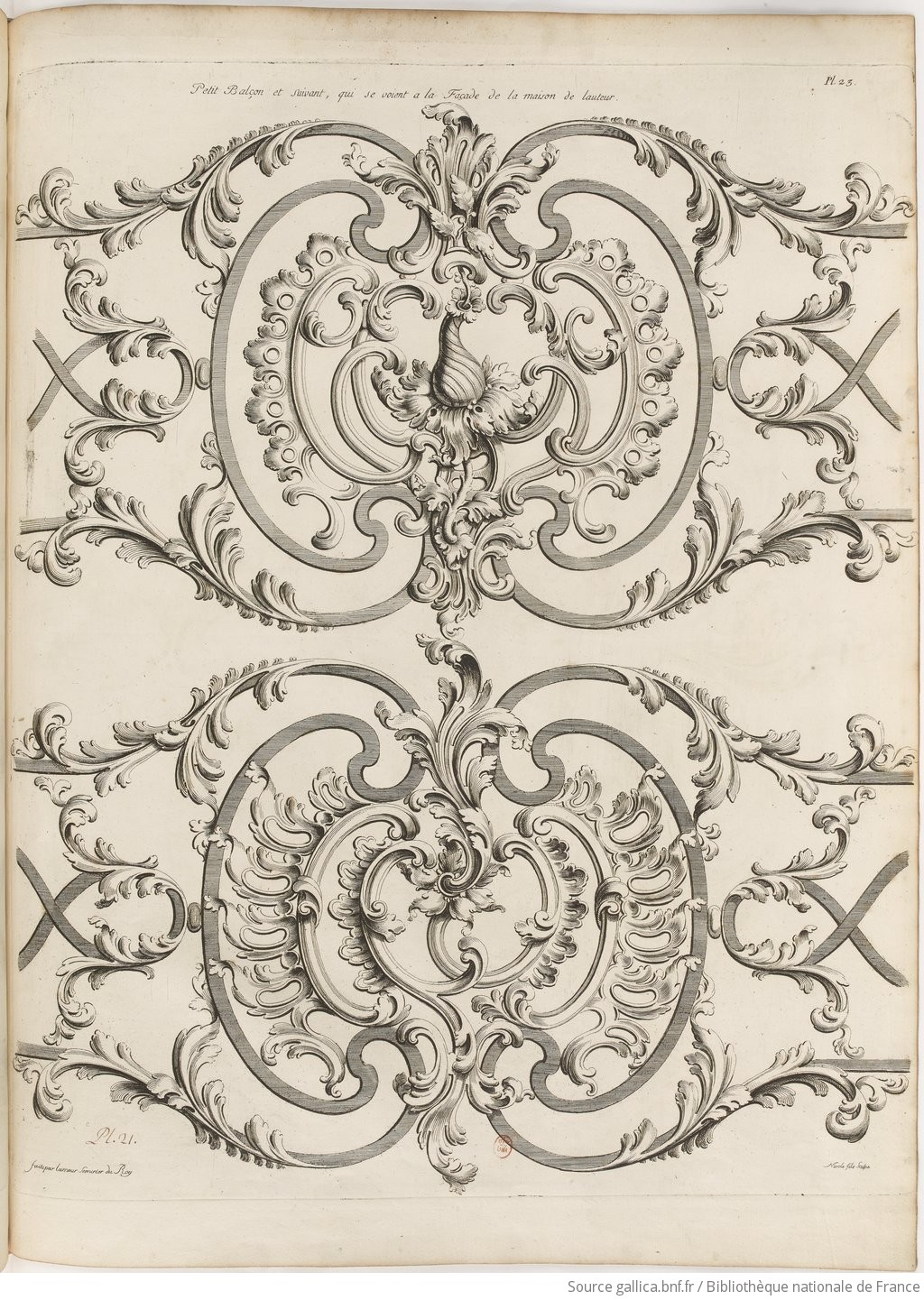
Planche 21 du Recueil, Description détaillée du petit balcon et suivant, qui se voit à la Façade de la maison de l'auteur
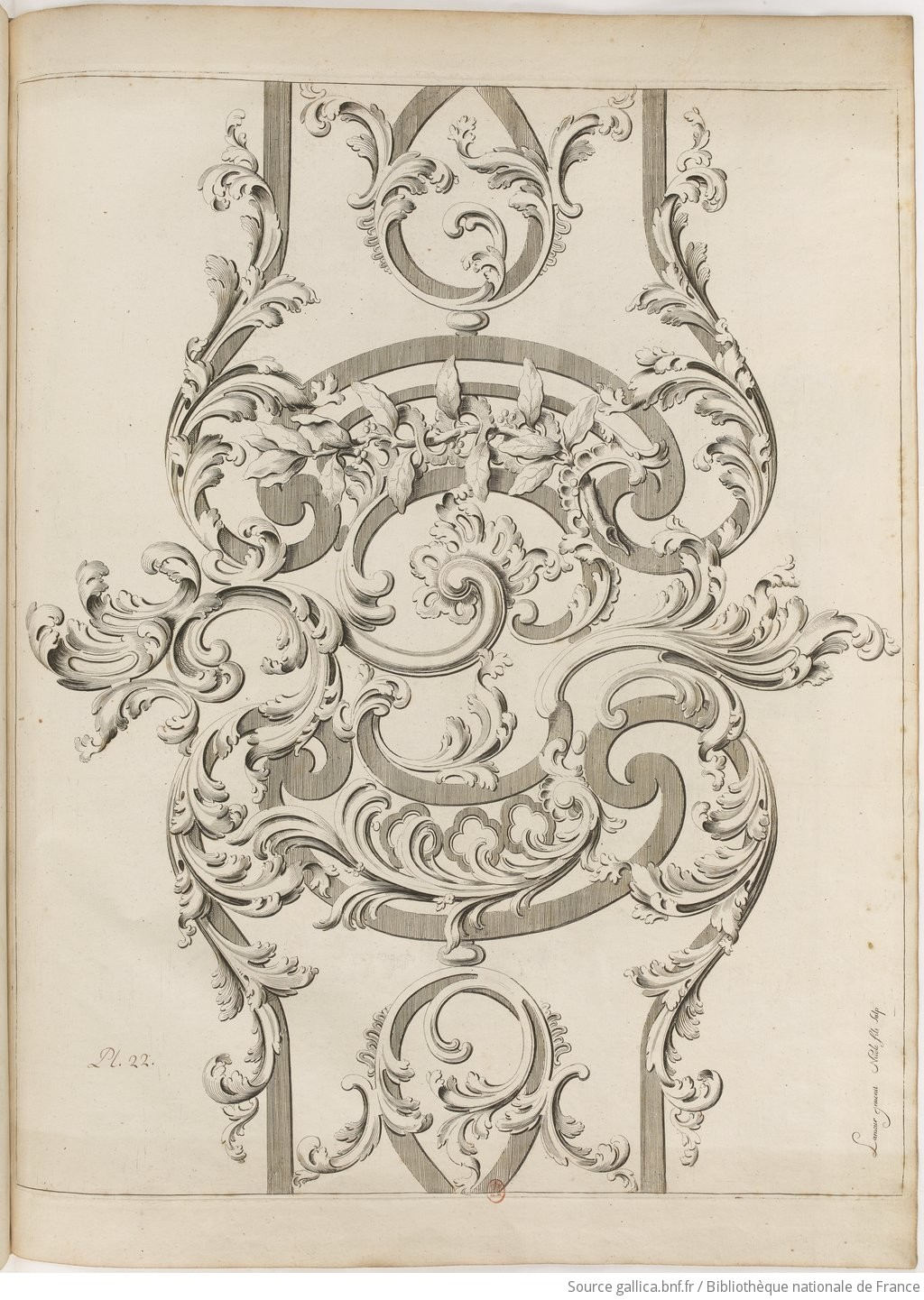
Planche 22 du Recueil, description détaillée du milieu d'un balcon dont le dessin est en grand
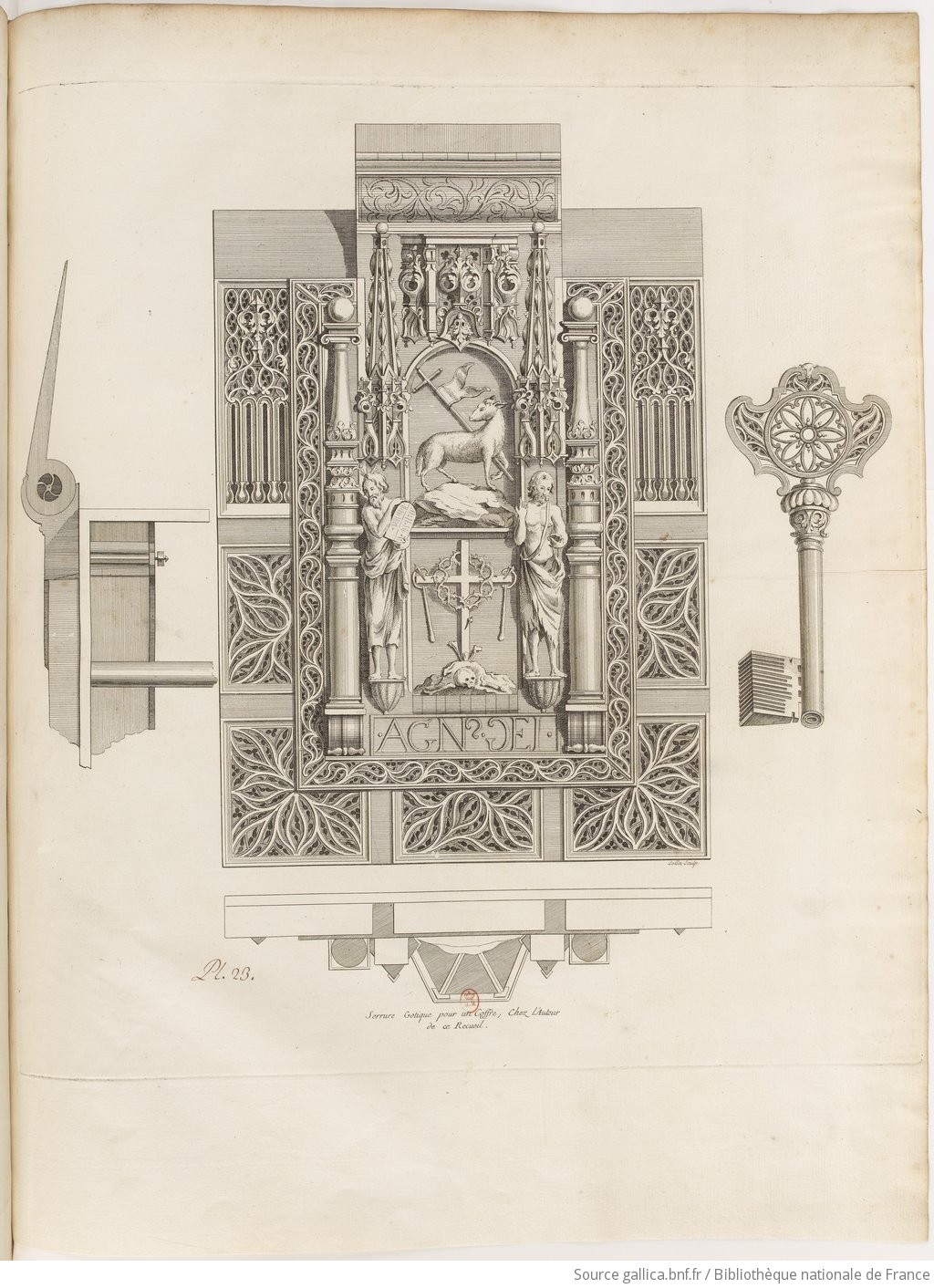
Planche 23 du Recueil, Serrure gothique pour un coffre, chez l'Auteur de ce recueil.
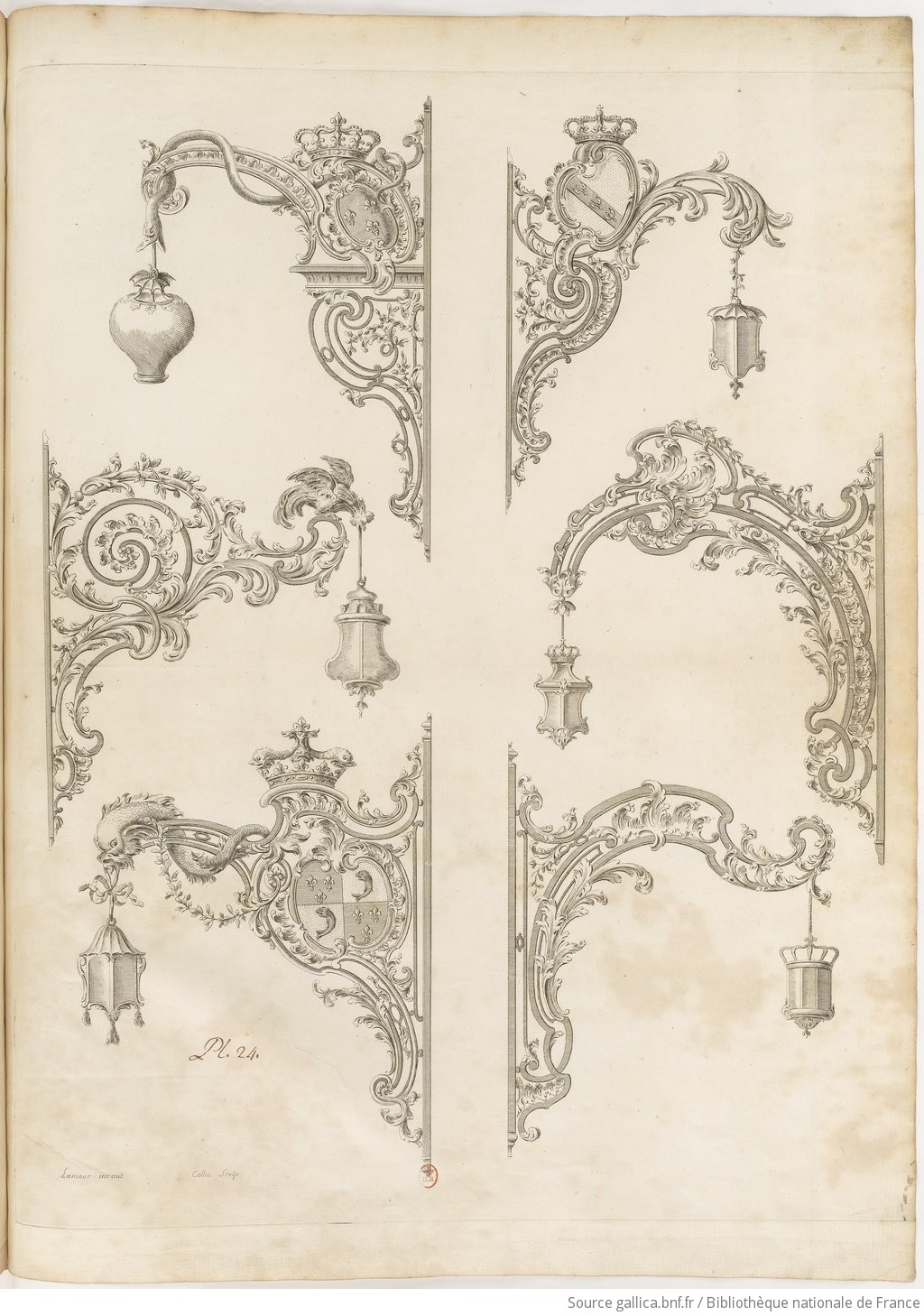
Planche 24 du Recueil, dessin détaillé de six beaux bras de lanternes ou d'enseignes pendantes
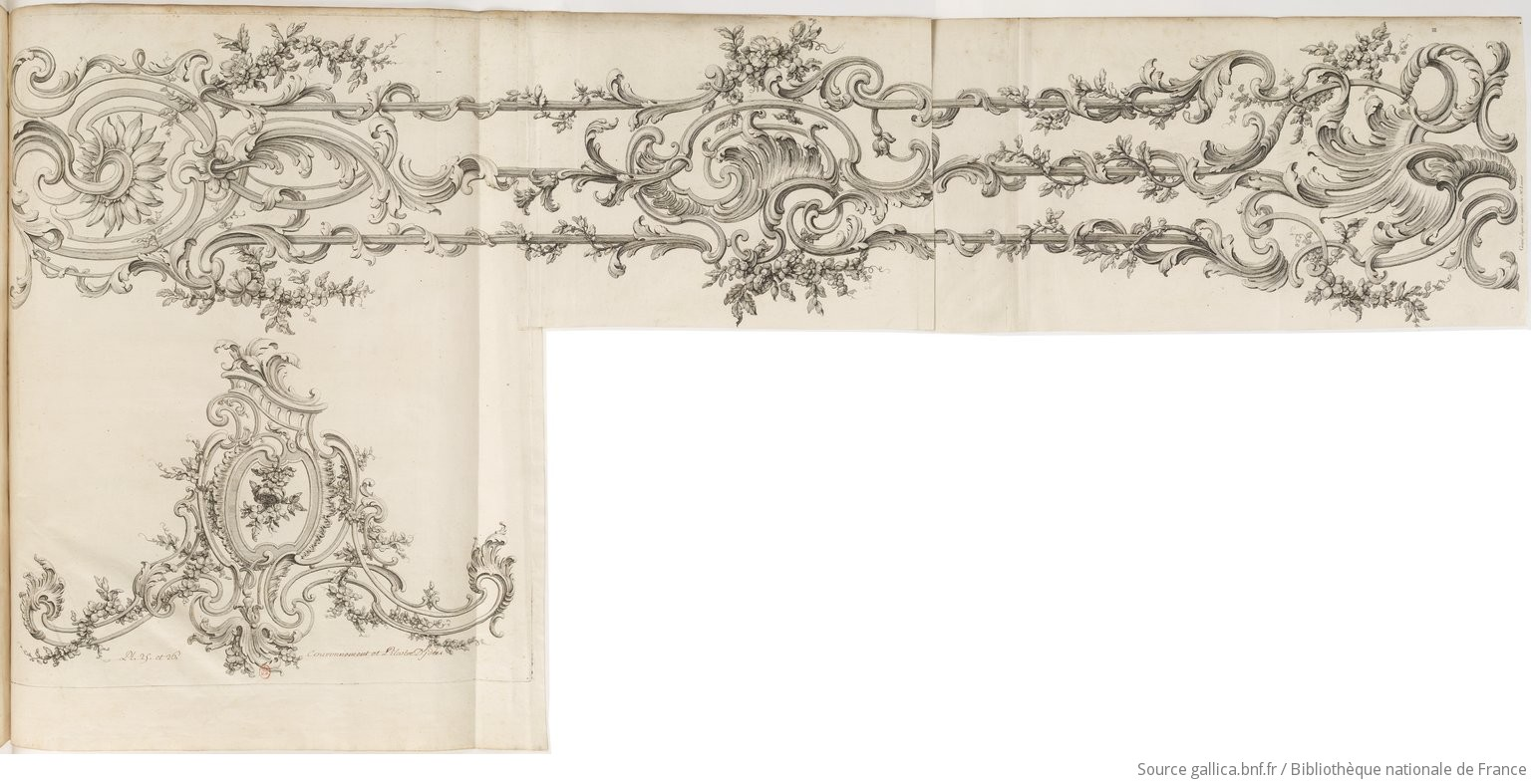
Planches 25 et 26, du Recueil des ouvrages en serrurerie de Jean Lamour, Pilastre et couronnement d'idée
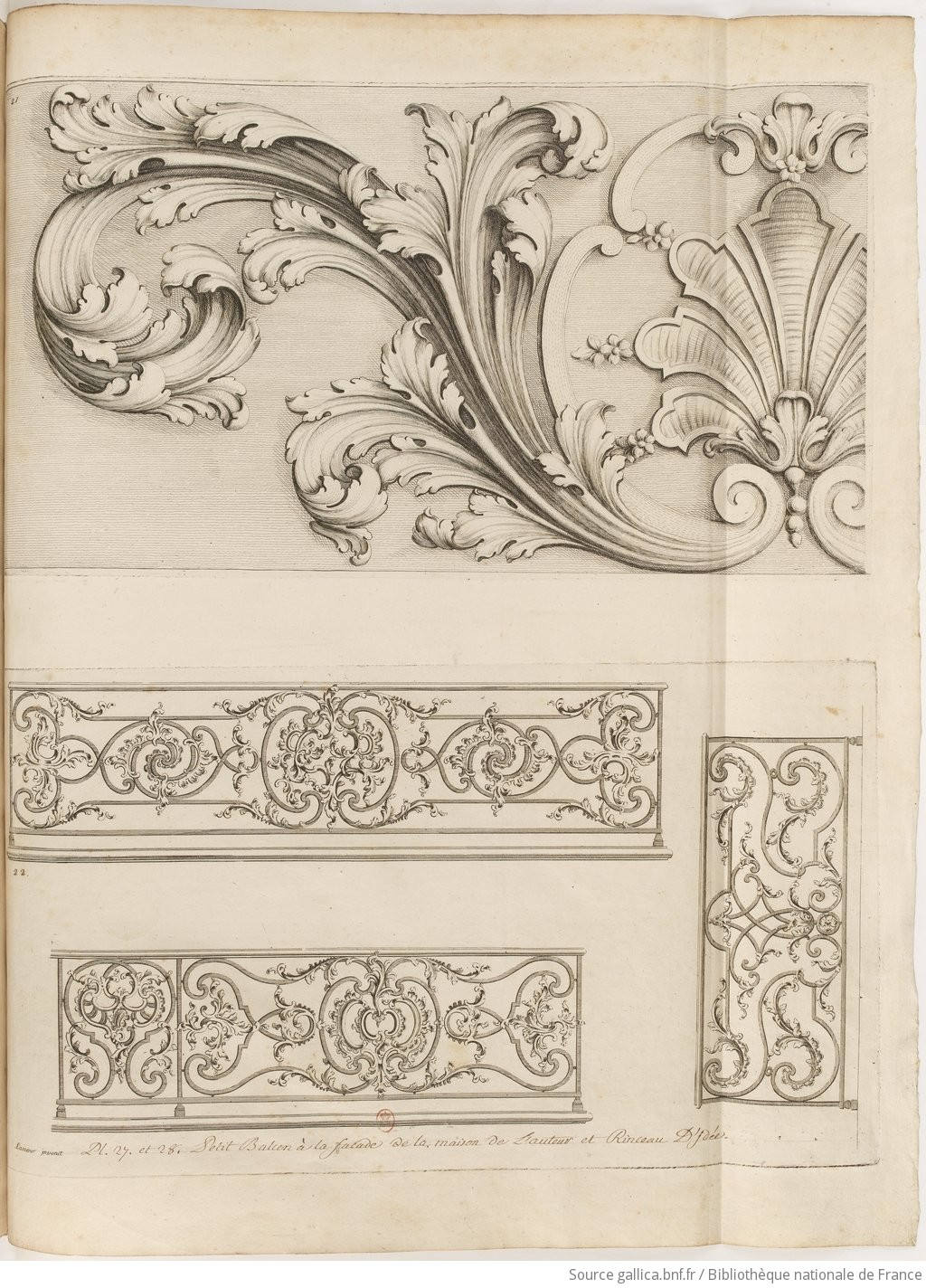
Planches 27 et 28 du Recueil des ouvrages en serrurerie de Jean Lamour, Balcon de la façade de la maison de l'auteur et rinceau d'idée

## Hommages
Plusieurs hommages témoignent aujourd'hui de la place importante de la figure de ce ferronnier dans l'héritage nancéen :
- Une plaque commémorative fut placée sur sa maison, à Nancy, rue Notre-Dame[1].
- Une rue de Nancy porte depuis 1867 le nom de "rue Jean Lamour"[27],[28].
- Il existe également un Gymnase Jean Lamour, lequel a fait l'objet de rénovations en 2023 par Christophe Aubertin et Xavier Géant (agence d'architecture Studiolada)[29].
- L’Institut Jean Lamour (IJL) est un laboratoire de recherche spécialisé en science des matériaux. L'Institut mène des recherches sur les matériaux, la métallurgie, les plasmas, les surfaces, les nanosciences et l'électronique. L'IJL est aujourd'hui une unité mixte de recherche (UMR 7198) du CNRS et de l'Université de Lorraine. Le laboratoire est rattaché à l'Institut de Chimie du CNRS[30].
- En 2001, François Morellet réalisa pour le musée des Beaux-Arts de Nancy l'œuvre Hommage à Lamour. Cette réalisation in situ reprenait les motifs de volute des grilles de la place Stanislas dans une version déconstruite faite de néons[4].